# Technische Universität Dresden

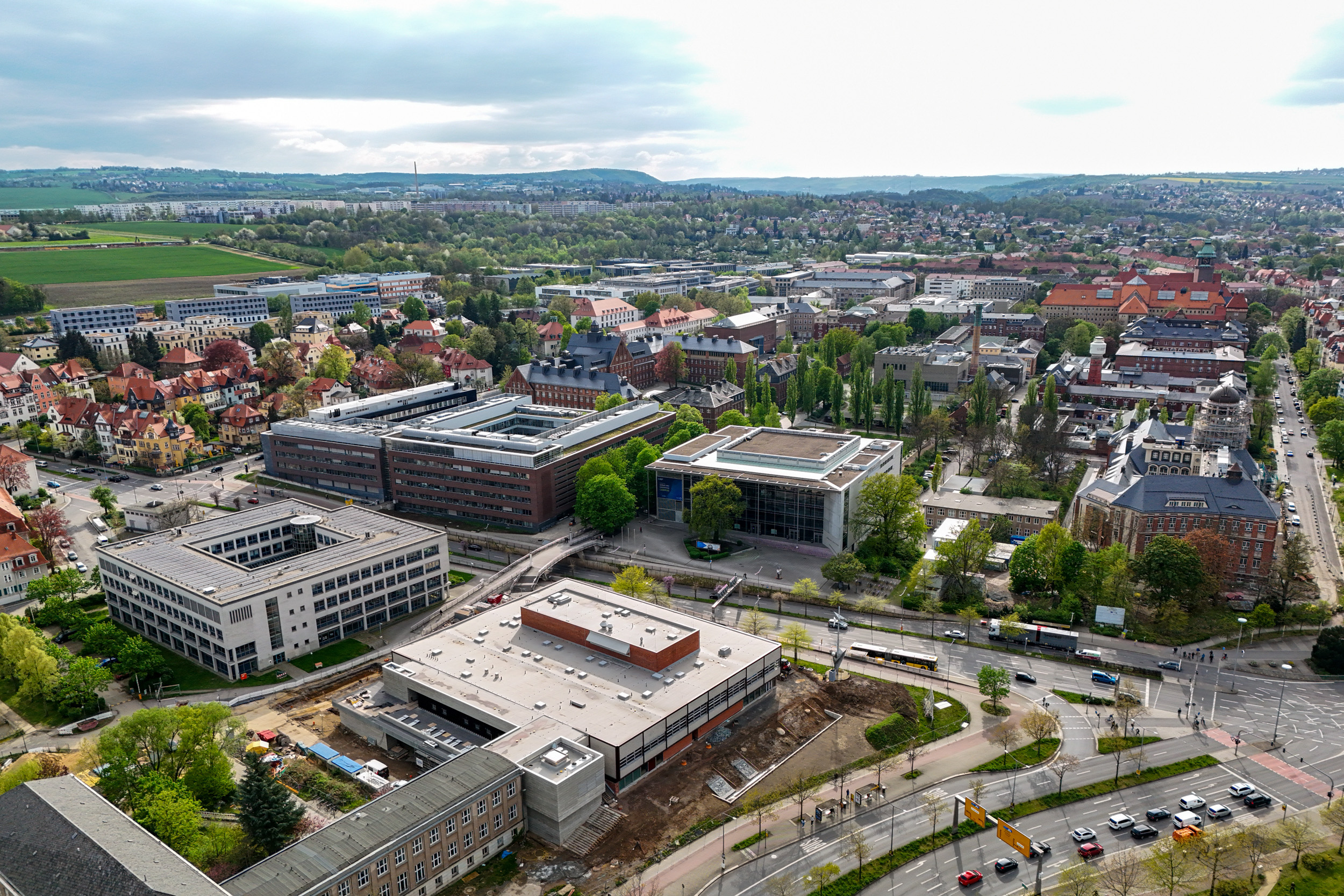
Haupt-Campus der TU Dresden westlich der Neuen Mensa und Bergstraße, 2024

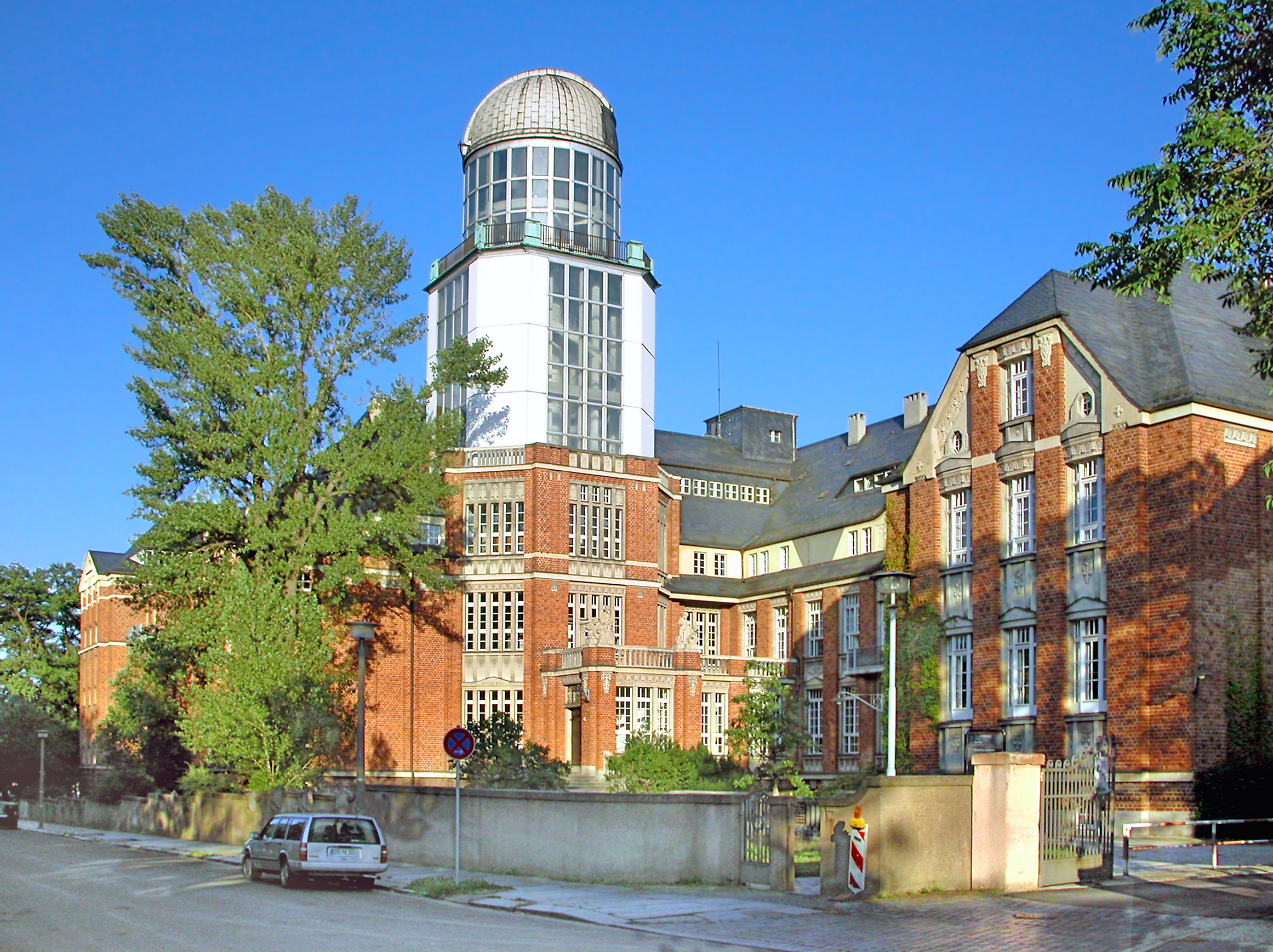
1913 für die Abteilung Bauingenieurwesen errichtet: Der Beyer-Bau mit charakteristischem Lohrmann-Observatorium

Die Technische Universität Dresden (kurz TUD oder TU Dresden) ist eine Universität des Freistaats Sachsen in Dresden. Es sind rund 29.000 Studenten aus 128 Staaten eingeschrieben und es lehren rund 600 Professoren. Die Universität ist Arbeitgeberin für rund 8.500 Beschäftigte aus 70 Ländern. Sie befindet sich mit drei Standorten in Dresden sowie mit mehreren kleineren Nebenstellen im Umland der Stadt. Zusammen mit acht anderen Universitäten für technische Studiengänge gründete sie 2006 die TU9 und ist dort das einzige Mitglied aus den neuen Bundesländern. Mit 119 Studiengängen und 17 Fakultäten in 5 Bereichen hat sie eines der breitesten Fächerspektren in Deutschland. Für das Wintersemester 2023/24 wurden 6.613 Studenten für das Erstsemester immatrikuliert.
Ab der dritten Runde der Exzellenzinitiative wurden an der TU Dresden zwei Exzellenzcluster und ein Graduiertenkolleg gefördert. Außerdem gewann die TU Dresden mit ihrem Zukunftskonzept „Die Synergetische Universität“ in der größten Förderlinie, die für die Gesamtstrukturen der Universitäten vorgesehen ist. Im Rahmen der Exzellenzstrategie des Bundes und der Länder, deren Förderungsphase im Herbst 2019 begann, war die Universität mit drei geförderten Exzellenzclustern erfolgreich und setzte sich zudem als eine von elf Universitäten in der Förderlinie Exzellenzuniversitäten durch.
Die Universität setzt im Rahmen des Dresden-Concept auf interdisziplinäre Kooperationen mit anderen renommierten Forschungseinrichtungen der Stadt. Als größter Mikroelektronik-Standort Europas liegen die Forschungsschwerpunkte der TU Dresden in der Nano- und Biotechnologie und der Bioinformatik.

## Geschichte

### Technische Bildungsanstalt

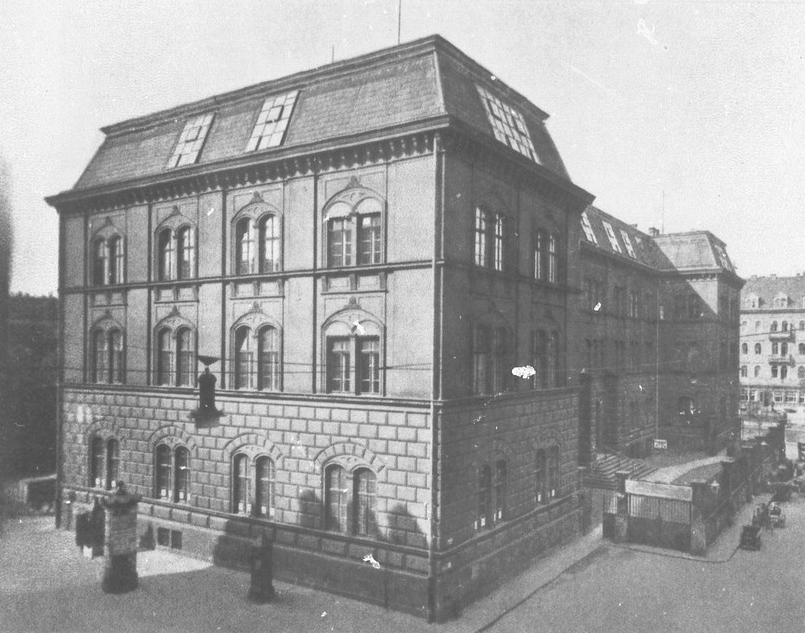
Technische Bildungsanstalt am Antonsplatz (1846–1873)

Am 1. Mai 1828 wurde die Königlich-Technische Bildungsanstalt zu Dresden gegründet, um für die zunehmende Industrialisierung Fachkräfte in technischen Bereichen wie Mechanik, Maschinenbau und Schiffskonstruktion ausbilden zu können. Gründungsdirektor war Wilhelm Gotthelf Lohrmann, der die Anstalt im Brühlschen Gartenpavillon auf der Brühlschen Terrasse aufbaute. Das Gebäude enthielt einen Hörsaal und zwei Zeichenräume; im ersten Jahr ihres Bestehens lernten an der Technischen Bildungsanstalt 161 Schüler, darunter neun in der ersten Abteilung. Zu den ab 1828 unterrichtenden elf Lehrern gehörten neben Gründungsdirektor Lohrmann auch Heinrich Ficcinus (Physik, Chemie, Technologie) und Rudolf Sigismund Blochmann (Mechanik).
Einer der wichtigen Charaktere der Anfangsjahre wurde Johann Andreas Schubert, der im Alter von 20 Jahren an der gerade gegründeten Schule zunächst Buchhaltung und als zweiter Lehrer Mathematik unterrichtete und 1832 sowohl an der benachbarten Bauschule der Akademie der bildenden Künste als auch an der Technischen Bildungsanstalt zum Professor berufen wurde. Schubert kann dabei als Universalgenie der Ingenieurwissenschaften bezeichnet werden: Er konstruierte unter anderem Dampfschiffe, die Saxonia (eine der ersten Dampflokomotiven in Deutschland) und die Göltzschtalbrücke. Daneben war er schon früh als Unternehmer tätig, war kurzzeitig 1849/50 kommissarischer Direktor der Technischen Bildungsanstalt und leitete ab 1851 deren Bauingenieur-Abteilung.
Bereits 1833 bezog die Technische Bildungsanstalt größere Räumlichkeiten in der ehemaligen Rüstkammer beim Jüdenhof, bevor sie 1846 einen Neubau am Antonsplatz erhielt, der bis 1873 genutzt wurde. Mit ihrer ersten Reform 1851 wurde die Schule durch König Friedrich August II. zur Königlichen Polytechnischen Schule befördert und damit der Königlich Sächsischen Bergakademie zu Freiberg (der heutigen Technischen Universität Bergakademie Freiberg) als bis dahin höchste technische Bildungsstätte in Sachsen gleichgestellt. Unter Direktor Julius Ambrosius Hülße, der der Schule von 1850 bis 1873 vorstand, „verbindet sich die entscheidende qualitative Veränderung der Ausbildung von der Praxis zur Theorie“.
Im Jahr 1815 wurde die Chirurgisch-Medizinische Akademie zu Dresden gegründet, deren Gründungsmitglied Carl Gustav Carus namensgebend für die Medizinische Fakultät war. Diese entstand 1993 aus der Medizinischen Akademie Dresden. Im Jahr 1816 wurde die 1811 in Tharandt durch Heinrich Cotta gegründete Forstlehranstalt zur Königlich Sächsischen Forstakademie ernannt. Die 1929 integrierte Einrichtung existierte ab 1941 als eigenständige Fakultät Forstwissenschaften und gehört in der Gegenwart als Fachrichtung Forstwissenschaften zur Fakultät Umweltwissenschaften.

### Technische Hochschule

#### Königlich Sächsisches Polytechnikum (1871–1890)

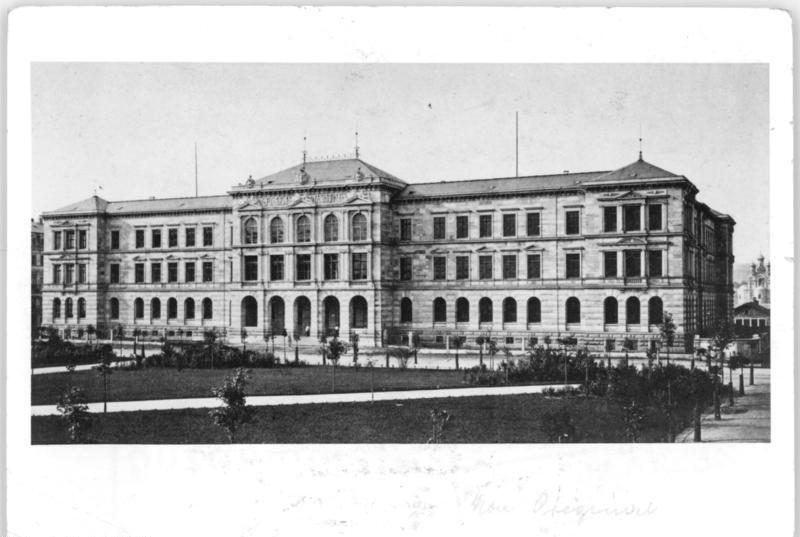
Gebäude der Technischen Hochschule am damaligen Bismarckplatz (1945 zerstört)

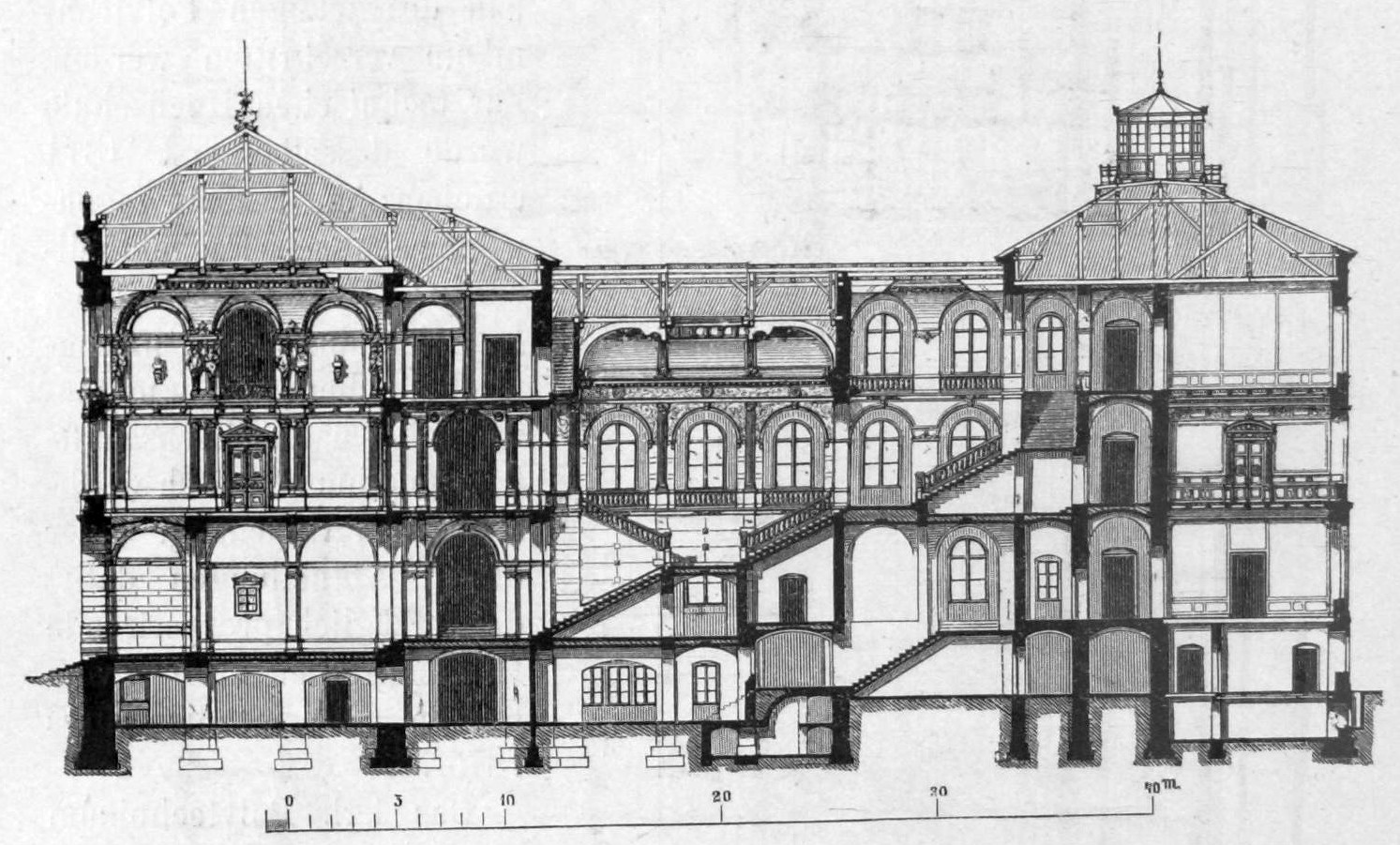
Querschnitt 1878

Im Gründungsjahr des Deutschen Reichs wurde die Bildungsanstalt 1871 in Königlich Sächsisches Polytechnikum umbenannt. Auch nichttechnische Fächer wie Volkswirtschaftslehre, Rechtswissenschaft, Philosophie, Geschichte und Sprachen hielten zu der Zeit Einzug oder wurden vertieft. Damit wurde die Anstalt noch vor der Bergakademie in Freiberg in den nach heutigem Ermessen technisch-universitären Stand erhoben. Ihr neues Hauptgebäude am Bismarckplatz mit Sitz des Rektorats und der Verwaltung bezog sie 1875. Gleichziehend mit anderen technischen Hochschulen im deutschsprachigen Raum wurden 1883 erstmals Diplomarbeiten als Abschluss des Studiums verfasst und verteidigt.
Von 1872 bis 1875 wurde für das Königlich Sächsische Polytechnikum nach Entwurf des Architekten Rudolf Heyn an der Südseite des Bismarckplatzes, des heutigen Friedrich-List-Platzes, im Stil der Neorenaissance ein repräsentatives Gebäude errichtet.▼ Bis zu dessen Zerstörung 1945 bei den Luftangriffen auf Dresden diente es nach 1919 als das repräsentative Gebäude der Technischen Hochschule Dresden. Dabei stand der Bau mit seiner beachtlichen Architekturqualität der Neorenaissance beispielhaft für die Architektur der Semper-Nicolai-Schule, Grundriss und Fassade waren nach dem Vorbild des von Gottfried Semper erbauten Zürcher Polytechnikums gestaltet.
Es war ein dreigeschossiger Vierflügelbau, der zwei Höfe umschloss, der eine mit Sandstein verblendete Fassade und ein flaches Walmdach besaß. Die drei Geschosse waren durch Gesimse optisch voneinander getrennt, Mittel- sowie Eckrisalite gliederten die Fassade. In der Hauptansicht vom Bismarck- (Friedrich-List-) Platz wies der Mittelrisalit eine Frontlänge von fünf Achsen auf. Dieser war mit umfangreicher Bauplastik versehen: Ionische und korinthische Halbsäulen- und Pilaster gliederten ihn genauso, wie Flachgiebel über Mittel- und Außenachsen. Balustraden und verschiedene Reliefs, wie Eichenlaubnachbildungen, und eine vielfigürliche Darstellung im Gebälk sowie Liegefiguren auf den Giebeln ergänzten sie.

#### Königlich Sächsische Technische Hochschule (1890–1919)
Den Status einer Technischen Hochschule erhielt die Einrichtung mit Erlass vom 3. Februar 1890; sie hieß nun Königlich Sächsische Technische Hochschule. Maßgeblichen Einfluss bei der Umstellung auf das Wahlrektorat hatte der damalige Professor und letzter Direktor des Polytechnikums Gustav Zeuner; erster Rektor der Technischen Hochschule wurde Karl Ernst Hartig.
Ab 1900 hatte die Hochschule das Promotionsrecht. Eine Übersicht über die frühen Promovenden (Zeitraum: 1900–1945) wurde im Jahr 2019 vom Universitätsarchiv veröffentlicht. Ebenfalls konnten nunmehr Ehrenpromotionen an verdienstvolle Wissenschaftler und Unternehmer verliehen werden. Erster Ehrenpromovend war Friedrich Siemens.
Auf Hermann Krone, der als Begründer der Landschaftsfotografie an der Technischen Hochschule Fotografie lehrte, und den Unternehmer Richard Hüttig geht die Tradition Dresdens und der Hochschule als Zentrum der Fototechnik zurück.
Nachdem die Hochschule schon im 19. Jahrhundert immer größere Räumlichkeiten benötigte, begann zur Jahrhundertwende die Anlage des heutigen Campusgeländes in der Südvorstadt hangabwärts von Räcknitz. Zahlreiche Gebäude des erhaltenen Kerncampus entstanden nach Plänen von Karl Weißbach und Martin Dülfer. Die Bauten sind vorwiegend in historistischer Architektur mit Fassaden in Klinker und Sandstein-Gliederungen ausgeführt. Zu den markantesten Gebäuden des Campus gehören unter anderem das zwischen 1900 und 1905 erbaute Hauptkollegiengebäude (seit den 1920er Jahren Zeuner-Bau) und das am Fritz-Foerster-Platz gelegene, 1913 eingeweihte Bauingenieurgebäude (seit 1953 Beyer-Bau) mit dem Lohrmann-Observatorium und seiner etwa 40 Meter über Straßenniveau reichenden Kuppel. Der 30-cm-Heyde-Refraktor dient Beobachtungen auf dem Gebiet der Geodätischen Astronomie. Aufgrund ungünstiger Beobachtungsbedingungen wurde für die astronomischen Beobachtungen ab den 1960er Jahren die Außenstelle in Gönnsdorf aufgebaut. Seit 2007 werden die astronomischen Beobachtungen in der neuen modernen Außenstelle auf dem Triebenberg am östlichen Rand von Dresden durchgeführt.
Der 1902 zum Professor für Physiologische Chemie und Allgemeine Physiologie an der Chemischen Abteilung der TH berufene Arthur Schloßmann begründete in der Dresdner Johannstadt zusammen mit dem Unternehmer Karl August Lingner das Institut (Kinderpoliklinik mit Säuglingsheim), aus dem das heutige Universitätsklinikum Carl Gustav Carus hervorging. Richard Mollier forschte an der TH zur Technischen Thermodynamik und wurde später durch die Bezeichnung der Mollier-Diagramme geehrt. Fritz Bleyl und Ernst Ludwig Kirchner, Gründungsmitglieder der expressionistischen Künstlergruppe Brücke, studierten in der Zeit Architektur an der Hochbauabteilung der TH Dresden.
Ab 1902 bot die Hochschule eine vollständige wissenschaftliche oder künstlerische Ausbildung für technische Berufe und Lehrberufe im technischen Bereich an. Ab 1907 wurden Frauen zum Vollstudium zugelassen.
Der Erste Weltkrieg ließ Forschung und Lehre fast zum Stillstand kommen. Viele Studenten und Mitarbeiter der Hochschule wurden verwundet oder starben im Kriegseinsatz.

#### Technische Hochschule (1919–1945)

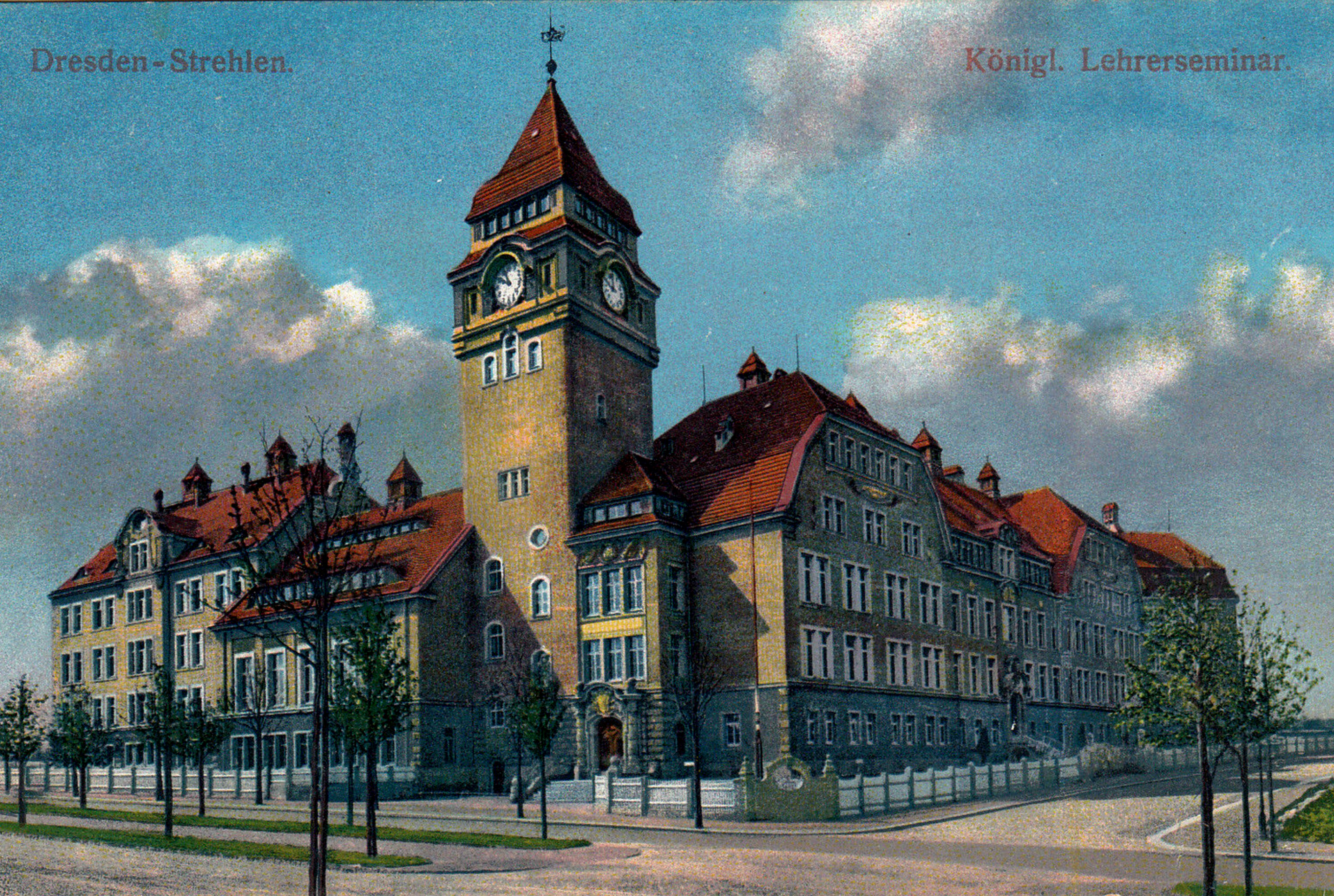
Pädagogisches Institut der TH Dresden am Weberplatz

Ab 1923 wurde in Sachsen die Volksschullehrerbildung akademisiert und dazu an der TH Dresden ein Pädagogisches Institut unter Leitung von Richard Seyfert gegründet. In den 1920er Jahren wirkten an der jungen Hochschule bekannte Wissenschaftler in den nichttechnischen Fächern, so Victor Klemperer, der 1920 als Professor für Romanistik berufen wurde. In der Zeit erhielten die ersten Gebäude ihre Ehrennamen, die sich bis in die Gegenwart erhalten haben (so zum Beispiel der Zeuner-Bau). Der Fritz-Foerster-Bau, wie schon der Beyer-Bau als Teil einer umfassenden Neubau-Planung von Martin Dülfer entworfen, wurde bis 1927 am Hang leicht überhöht erbaut und schloss den historischen Kern des Campus zur Mommsenstraße ab.
In der Zeit des Nationalsozialismus waren zahlreiche bekannte Wissenschaftler der TH mit Berufsverbot belegt und Repressalien ausgesetzt. Victor Klemperer, Gustav Kafka, Richard Seyfert, Hans Gehrig und andere blieben in Deutschland und arbeiteten verborgen und privat weiter an ihren wissenschaftlichen Themen. Andere, wie der Mathematiker Richard von Mises, der Theologe Paul Tillich, der Physiker Harry Dember oder der Ingenieur Heinrich Luftschitz, mussten ins Ausland emigrieren. Jüdische Studenten sowie Studenten, die einer kommunistischen oder sozialdemokratischen Partei angehörten, wurden nicht zum Studium zugelassen oder exmatrikuliert.
An der TH Dresden gab es bereits vor 1933 offen nationalsozialistische Wissenschaftler wie den Pädagogen Alfred Baeumler, der an den Grundlagen zur nationalsozialistischen Erziehung mitwirkte, oder Otto Oesterhelt (geb. Israel), der bereits 1933 seinen Nachnamen ändern ließ und später unter anderem aktiver Leiter der NS-Dozentenhilfe war. Über 30 Hochschulangehörige waren z. B. mit geheimen Forschungsaufträgen in das Raketenprojekt Peenemünde eingebunden.
Bei den Luftangriffen auf Dresden im Februar 1945 wurden große Teile des Campus zerstört, 16 Mitarbeiter und Studenten verloren ihr Leben. Auch das Hauptgebäude des Polytechnikums von 1875 wurde zerstört (und auch nicht wiederaufgebaut); der Schwerpunkt der TH Dresden verlagerte sich nunmehr endgültig in die Dresdner Südvorstadt.

#### Technische Hochschule (1945–1961)

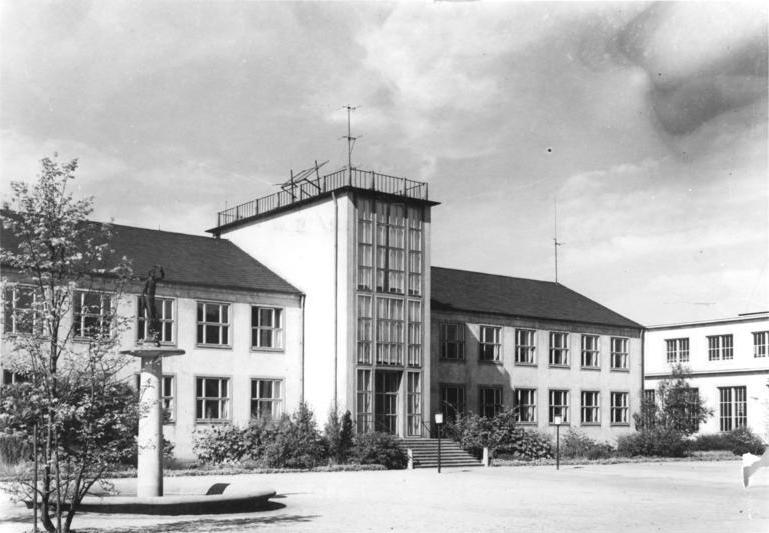
In der Nachkriegszeit entstanden weitere Gebäude wie der Barkhausen-Bau

Der Wiederaufbau der Hochschule nach dem Zweiten Weltkrieg erfolgte ab 1945/46 unter schwierigsten Bedingungen und unter der Aufsicht der Sowjetischen Militäradministration in Deutschland (SMAD). Der strukturelle Neuaufbau begann 1946 mit der Einrichtung von drei Fakultäten für Pädagogik und kommunale Wirtschaft sowie Forstwirtschaft unter dem Rektorat des Maschinenbauingenieurs Enno Heidebroek. Es gab ein Institut für Städtebau, das von Georg Funk geleitet wurde. Vorübergehend bestand an der TH Dresden von 1949 bis 1961 eine Arbeiter-und-Bauern-Fakultät, die die Abiturausbildung zum Inhalt hatte und damit der Vorbereitung von Arbeiter- und Bauernkindern auf ein wissenschaftliches Studium diente.
Für das seit 1951 für alle Studenten in der DDR obligatorische marxistisch-leninistische Grundlagenstudium, später auch für die entsprechende laufende Schulung der wissenschaftlichen Mitarbeiter, Dozenten, Professoren, gab es ein Institut für Marxismus-Leninismus, ab 1969 Sektion für Marxismus-Leninismus, die bis 1990 existierte.
Im Jahr 1950 wurde die bis in die Gegenwart einzige Fakultät für Verkehrswissenschaften gegründet. Gründungsdekan dieser Fakultät war Verkehrsminister Hans Reingruber. Ab 1953 bis zu seinem Tod 1964 lehrte und forschte er wieder an der 1952 ausgegliederten eigenständigen Hochschule für Verkehrswesen. Diese wurde vierzig Jahre später wieder als Fakultät in die TU eingegliedert. Ebenfalls einzigartigen Stellenwert erlangten die bis 1961 bestehenden Fakultäten für Luftfahrtwesen sowie für Kerntechnik.
Heinrich Barkhausen baute nach dem Krieg sein Institut für Schwachstromtechnik in einem Neubau wieder auf. Barkhausen wurde bereits 1911 an die Technische Hochschule berufen und gehörte zu ihren bekanntesten Elektrotechnikern. Auf Barkhausens Arbeit an der TH über die Theorie der Elektronenröhren, an der er bis zuletzt beteiligt war, geht im Wesentlichen die Bedeutung Dresdens als internationaler Mikroelektronik-Standort zurück. Unterstützend wurde 1951 die Fakultät Maschinenbau und Elektrotechnik geteilt.
Ab 1959 gab es mehrere politische Prozesse gegen Studenten der Hochschule wegen eines von ihnen erstellten 16-Punkte-Programms für Demokratie und Rechtsstaatlichkeit in der DDR. Für die meisten Angeklagten endeten sie mit hohen Zuchthausstrafen. Werner Gruner, der von 1958 bis 1961 als Nachfolger von Kurt Pommer Rektor der TH Dresden war, lud Studentenvertreter der Freien Universität Berlin und der TH Berlin-Charlottenburg ein, den ersten Dresdner Studentenprozess mitzuerleben. Nachdem in West-Berlin auf einer Pressekonferenz nationale und internationale Medien über den Prozess und die im Prozess verhängten unverhältnismäßig hohen Zuchthausstrafen informiert wurden, fand der zweite Studentenprozess in Dresden dann hinter verschlossenen Türen statt.

### Technische Universität
Am 5. Oktober 1961 erfolgte auf Regierungsbeschluss der DDR die Umbenennung in die heutige Bezeichnung Technische Universität Dresden (lateinisch: Universitas litterarum et technicarum Dresdensis). Erster Universitätsrektor wurde Kurt Schwabe.
Zu diesem Zeitpunkt existierten acht Fakultäten mit 10.741 immatrikulierten Studenten, davon etwa 4 % Ausländer.
In diese Zeit fiel der Versuch, mit dem in Dresden entwickelten Flugzeug-Prototyp 152 den Flugzeugbau in der DDR zu etablieren. Nach dem Abbruch der Versuche Ende der 1950er Jahre konnte der leitende Ingenieur Brunolf Baade seine Grundlagenforschung als Direktor des Instituts für Leichtbau an der Hochschule fortsetzen.
Einem Architekturprojekt der TUD aus dem Jahr 1963 entstammt mit dem Schulbau Typ Dresden Atrium einer der am häufigsten realisierten Entwürfe unter den Typenschulbauten der DDR. Allein im damaligen Bezirk Dresden wurden bis 1981 etwa 180 Schulen des Typs Dresden Atrium errichtet.
Die historische Struktur der Fakultäten wurde 1968 im Rahmen der dritten Hochschulreform der DDR so gut wie aufgelöst, an ihre Stelle traten 22 neu gegründete Sektionen mit Wissenschaftsbereichen und Instituten. Für die Durchführung von Promotionen, Ehrenpromotionen sowie Forschungsleistungen war der neu gebildete Wissenschaftliche Rat zuständig, dem weiterhin Fakultäten untergliedert waren. Die Umsetzung der auf Regierungsebene entwickelten Hochschulreform wurde in Dresden von der Rektorin Lieselott Herforth geleitet; die Kernphysikerin war die erste Rektorin (Frau als Rektor) an einer deutschen Universität überhaupt. Im Jahr 1986 wurde die Ingenieurhochschule Dresden (IHD) mit der TU Dresden vereinigt und bildete zusammen mit der Sektion 8 – Informatik – das Informatikzentrum des Hochschulwesens der DDR, aus welchem Ende 1990 die Fakultät Informatik hervorging.

### Nach der Wende
Der erste frei gewählte Rektor der Technischen Universität Dresden wurde 1990 Günther Landgraf. Er hatte an der Entwicklung der TU Dresden nach 1989 maßgeblichen Anteil. Durch die Gründung neuer Institute, Fachbereiche und Fakultäten (Jura, Wirtschaft, Philosophie, Architektur) und die Integration von anderen Dresdner Hochschulen (Medizinische Akademie „Carl Gustav Carus“, Hochschule für Verkehrswesen, Pädagogische Hochschule „Karl Friedrich Wilhelm Wander“ Dresden) wurde die TU Dresden 1992 erstmals Volluniversität mit 14 Fakultäten. Bis 1994 wurde die Verwaltung der Universität modernisiert, wozu der damalige Kanzler der TU Dresden Alfred Post maßgeblich beitrug. Im Jahr 1994 sorgte Harald Schaub für deutschlandweite Schlagzeilen, als er erstmals Werbung zur Finanzierung der Vorlesungsskripte benutzte.

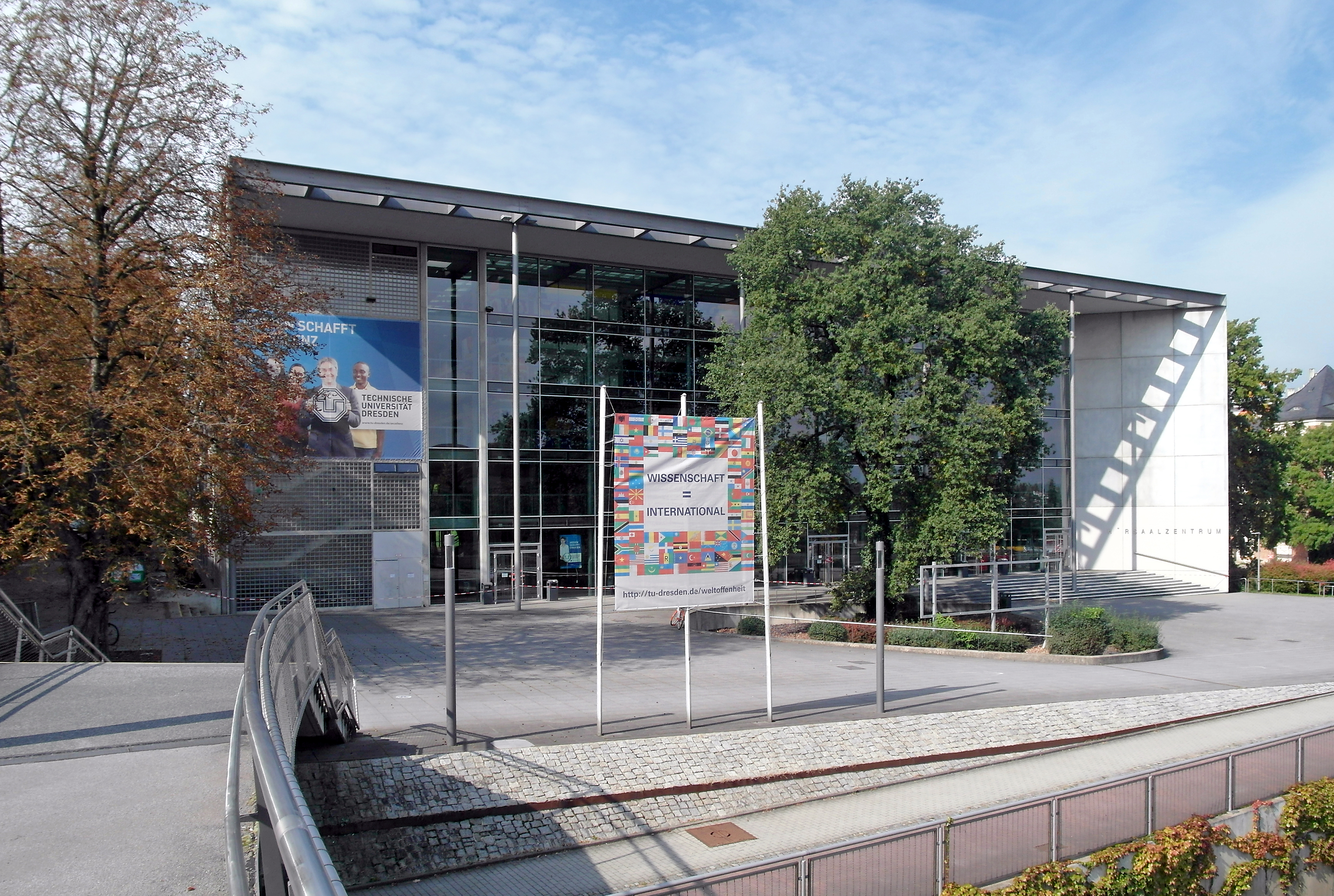
1998 eröffnetes Hörsaalzentrum

Ab Mitte der 1990er Jahre wurden zahlreiche Instituts- und Hörsaalgebäude neu errichtet, andere grundlegend saniert. Zudem erfolgte eine Erweiterung des Campus nach Süden (hangaufwärts) und Osten, wodurch bis Ende der 2000er Jahre die Fakultät Informatik und die naturwissenschaftlichen Institute (Chemie, Biologie) moderne Forschungseinrichtungen beziehen konnten.
Im Jahr 2002 beschloss die Sächsische Staatsregierung erneute Strukturreformen an den Hochschulen des Bundeslandes. So wurden vor allem die geisteswissenschaftlichen Fakultäten (insbesondere die Juristische Fakultät) trotz kostenintensiven Aufbaus in den 1990er Jahren in ihrem Umfang wieder verkleinert. Diese Pläne führten 2002 zu heftigen Protesten unter Studierenden und Mitarbeitern, weshalb sie teilweise revidiert wurden.
Im Jahr 2003 wurde das 175-jährige Jubiläum der Universität gefeiert und das neue Hauptgebäude der Sächsischen Landes- und Universitätsbibliothek in Campusnähe eingeweiht. Gleichzeitig fand die Gründung der Dresden International University (DIU) statt, der privaten Schwesteruniversität der TUD.
Auf den im Oktober 2005 verstorbenen Alfred Post gehen die inzwischen wieder revidierten Pläne zur Umwandlung der TU Dresden in eine Stiftungsuniversität zurück. Im Rahmen der deutschen Exzellenzinitiative konnte die Universität in der ersten Runde die Förderung einer Graduiertenschule und eines Exzellenzclusters im Forschungsfeld der Biotechnologien durchsetzen. Die TU Dresden bewarb sich in der zweiten Runde in der dritten Förderlinie Zukunftskonzepte, scheiterte allerdings mit ihrem Antrag „School of Excellence“, der sich vor allem auf die tertiäre Bildung der Hochschule bezog. In der dritten Runde der Exzellenzinitiative wurde neben zwei Exzellenzclustern und einem Graduiertenkolleg das Zukunftskonzept „Die Synergetische Universität“ gefördert, wodurch die TU Dresden zu den elf in den Medien so genannten Exzellenzuniversitäten zählte. Im Rahmen der der Exzellenzinitiative folgenden „Exzellenzstrategie“ des Bundes und der Länder war die Universität mit drei geförderten Exzellenzclustern sowie in der Förderlinie Exzellenzuniversitäten erfolgreich.
Im Jahr 2014 wurden an der TU Dresden und dabei erstmals in Deutschland Open-Topic-Lehrstühle ausgeschrieben und besetzt.
Die Mehrzahl der Fakultäten ist gegenwärtig in Institute untergliedert. Andere Strukturen sind in den Fakultäten Wirtschaftswissenschaften und Umweltwissenschaften zu finden. Alle Fakultäten sind seit Mai 2012 zudem fünf Bereichen (Mathematik und Naturwissenschaften; Geistes- und Sozialwissenschaften; Bau und Umwelt; Ingenieurwissenschaften; Medizin) untergeordnet. Weiterhin gehören noch 12 An-Institute und 16 zentrale wissenschaftliche Einrichtungen zur Technischen Universität Dresden.

## Profil und Stellenwert
Unter dem Motto „Wissen schafft Brücken – Bildung verbindet Menschen.“ formuliert die TU Dresden seit 2003 ihren Anspruch, Synergien zwischen Gesellschaft, Wissenschaft und Wirtschaft zu stärken, indem Serviceangebote für lebenslanges Lernen entwickelt und bereitgestellt werden. In diesem Zusammenhang betont die Universität insbesondere die interdisziplinäre Ausrichtung ihrer Forschungseinrichtungen sowie deren internationale Vernetzung. Erklärtes Ziel der TU Dresden ist es, bis 2022 in den Kreis der 100 besten Universitäten weltweit aufzusteigen.
Die Hochschule gilt als deutlich unterfinanziert. Bis 2020 sollten an sächsischen Hochschulen, darunter der TU Dresden, mehr als 1000 Stellen gestrichen werden. Im Budget der Hochschule fehlen rund 50 Millionen Euro pro Jahr (Stand: 2012). Seit März 2012 muss die Schaffung oder Verlängerung von Haushaltsstellen vom Sächsischen Ministerpräsidenten persönlich genehmigt werden. 6 Studiengänge, 49 Professuren und 224 Stellen sollen nunmehr entfallen (Stand: Mai 2013). Aufgrund des Erfolgs in der Exzellenzinitiative waren 94 geplante Stellenkürzungen von der Landesregierung zurückgenommen worden.
Um den „bestehenden Ungleichheiten insbesondere bei der Besetzung von Professuren an der TU Dresden“ entgegenzuwirken, hat die Universität 2013 ein Gastprofessorinnenprogramm begonnen. Es ist nach der Physikerin und Mathematikerin Eleonore Trefftz benannt.

### Exzellenzinitiative und Exzellenzstrategie

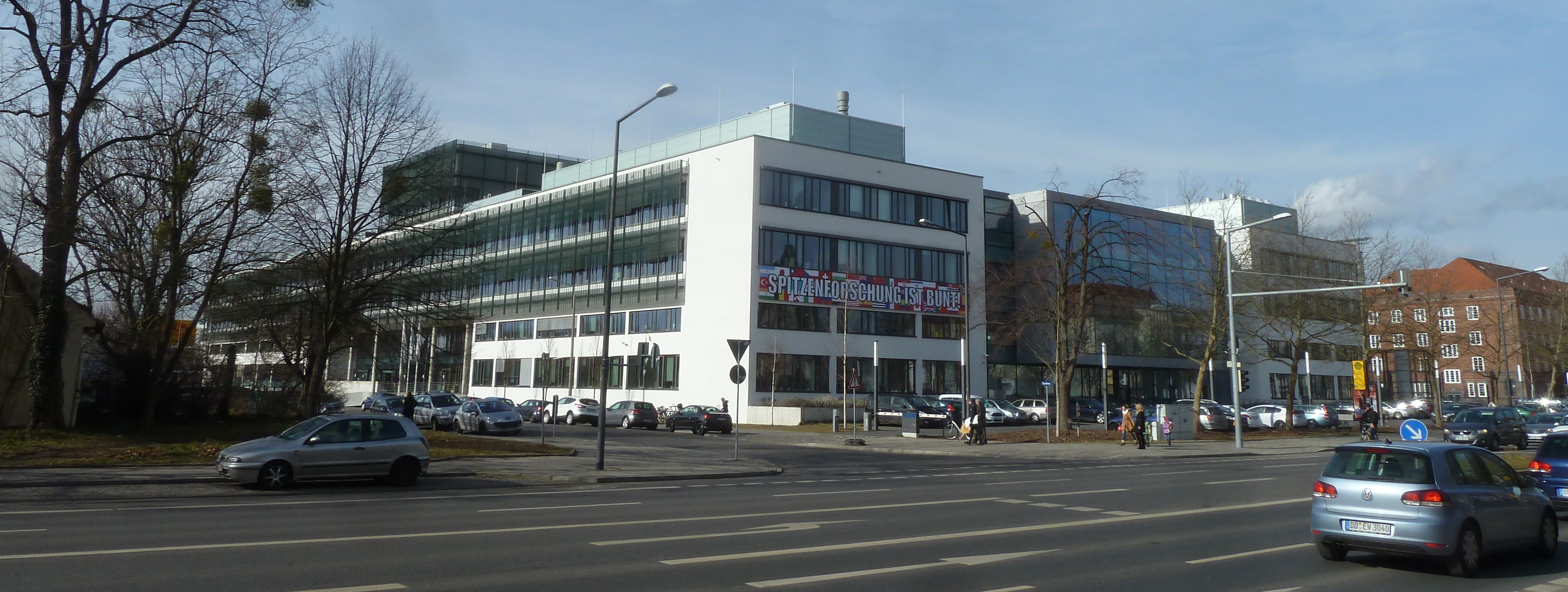
Das Center for Regenerative Therapies Dresden (CRTD) am Tatzberg

Im Rahmen der Exzellenzinitiative von Bund und Ländern werden an der Universität seit November 2006 die Graduiertenschule „Dresden International Graduate School for Biomedicine and Bioengineering“ (DIGS-BB) und das Exzellenzcluster „Center for Regenerative Therapies Dresden“ (CRTD) gefördert. Zusätzlich wurde am 15. Juni 2012 die Förderung des Exzellenzclusters Center for Advancing Electronics Dresden (cfaed) eingeworben. In der höchsten Förderlinie Zukunftskonzept war die Universität in der dritten Runde mit dem Programm „Die Synergetische Universität“, das eine enge Zusammenarbeit der TU Dresden mit den weiteren wissenschaftlichen Institutionen in Dresden vorsieht, erfolgreich und gehörte daher seit 2012 zu den elf deutschen „Exzellenz-Universitäten“.
In der die Exzellenzinitiative ablösenden Exzellenzstrategie, deren Förderung im Herbst 2019 begann, war die TU Dresden 2018 in der Förderlinie Exzellenzcluster (EXC) mit drei Exzellenzclustern erfolgreich: Dem Zentrum für taktiles Internet mit Mensch-Maschine-Interaktion (CeTI), dem Cluster Physik des Lebens – Die dynamische Organisation lebender Materie (PoL) und dem Cluster Komplexität und Topologie in Quantenmaterialien: Grundlegende Konzepte, Materialdesign und neue Technologien (ct.qmat; gemeinsam mit der Julius-Maximilians-Universität Würzburg). Die Universität qualifizierte sich damit für die Bewerbung um die zweite Förderlinie Exzellenzuniversitäten (EXU) und setzte sich im Juli 2019 im Wettbewerb um die dauerhafte Förderung als Exzellenzuniversität durch. In der zweiten Wettbewerbsrunde der Exzellenzstrategie wurden im Mai 2025 die Fortsetzungsanträge der Exzellenzcluster CeTI, PoL und ct.qmat (neu: Komplexität, Topologie und Dynamik in Quantenmaterialien, ctd.qmat) bestätigt; die TU Dresden war zudem mit den zwei neuen Exzellenzclustern Climate-Neutral and Resource-Efficient Construction (CARE, gemeinsam mit der RWTH Aachen) und Responsible Electronics in the Climate-Change Era (REC²) im Wettbewerb erfolgreich. Die neue Förderphase beginnt 2026.

### Gesellschaft und Politik
Die TU Dresden initiierte oder unterstützte verschiedene Projekte und Einrichtungen, die Universität und Gesellschaft verbinden bzw. Nichtstudenten die Teilnahme an universitären Angeboten ermöglichen. Im Jahr 1994 initiierte die TU Dresden die Dresdner Bürgeruniversität, die sich an Einwohner von Dresden und Umgebung wendet. Im selben Jahr wurde von TU Dresden, dem Deutschen-Hygiene-Museum Dresden (DHMD) und verschiedenen weiteren Bildungseinrichtungen der Stadt die Dresdner Seniorenakademie Wissenschaft und Kunst (DSA) gegründet. Teile des universitären Angebots können zudem als Gasthörer besucht werden; seit 2015 richtet sich das Gasthörerangebot auch an Asylbewerber.
Im Jahr 2004 wurde von TU Dresden, dem Deutschen-Hygiene-Museum und der Sächsischen Zeitung die Kinderuniversität ins Leben gerufen, die sich an Schulkinder im Alter zwischen acht und zwölf Jahren richtet. Die erste Vorlesung fand im Mai 2004 statt. Die TU Dresden beteiligt sich jährlich an der Langen Nacht der Wissenschaften.
Die TU Dresden stand im Zusammenhang mit der islam- und fremdenfeindlichen Organisation Pegida im Fokus der Öffentlichkeit. Hans Vorländer, Professor für Politische Theorie und Ideengeschichte an der TU Dresden, veröffentlichte im Januar 2015 die erste empirische Studie zu Pegida-Demonstranten, die aufgrund ihrer Methodik in die Kritik geriet. Werner J. Patzelt, bis 2019 TUD-Professor für Politische Systeme und Systemvergleich, veröffentlichte im selben Monat eine weitere Studie zu Pegida und war zum Thema regelmäßiger Gast in Fernsehtalkshows sowie Interviewpartner für Presse und Radio.
Im Mai 2015 teilte der damalige Universitätsrektor Hans Müller-Steinhagen mit, dass mehrere Spitzenwissenschaftler im Zusammenhang mit Pegida damit „gedroht“ hätten, die TU Dresden zu verlassen. Die „verbale und physische Gewalt gegen ausländische und ausländisch aussehende“ Studenten und Mitarbeiter komme immer wieder vor, was ein „enormer Reputationsverlust“ für die TU Dresden sei. Eines von Müller-Steinhagens Zielen war, den Anteil ausländischer Studenten bis zum Ende seiner Amtszeit 2020 von 14 Prozent (Stand 2015) auf 20 Prozent zu erhöhen. Im November 2019 betrug der Anteil 16 Prozent.

### Internationale Kooperation
Die TU Dresden kooperiert mit zahlreichen Universitäten und Hochschulen weltweit. Hochschulverträge, die zu einer Zusammenarbeit in Forschung und Lehre sowie anderen wissenschaftlichen Bereichen verpflichten, bestehen unter anderem mit international renommierten Universitäten wie der Boston University, der Ohio State University, dem King’s College London, der Pohang University of Science and Technology oder der Technischen Universität Peking die in den Times Higher World University Rankings regelmäßig unter den Topuniversitäten ihrer Region rangieren. Darüber hinaus bietet die TU Dresden in Kooperation mit verschiedenen Partneruniversitäten für einige Fachrichtungen doppelte Abschlüsse an. Hierzu zählen etwa Doppeldiplome in Bauingenieurwesen mit der ESTP Paris, der INSA Straßburg oder der Universität Trient, in Maschinenbau mit der ENSAM Metz und der VŠB – Technischen Universität Ostrava, in Wirtschaftswissenschaften mit der IECS Straßburg und der Universität Trient und im Wirtschaftsrecht mit der Universität Paris-Nanterre. Ebenso unterhält die TU Dresden im Rahmen von Austauschprogrammen, wie dem Erasmus-Programm oder dem Fulbright-Programm, Partnerschaften zu europäischen, asiatischen und US-amerikanischen Hochschulen. Seit 2021 ist die TU Dresden Mitglied des Europäischen Universitätsverbundes EUTOPIA.

### Rankings
In internationalen Ranglisten von Hochschulen weltweit wie dem Academic Ranking of World Universities (ARWU) oder dem Times Higher Education Ranking (THER) erreicht die TU Dresden regelmäßig hohe Platzierungen. So wurde sie 2021 in der Gruppe der 201-300 (ARWU) bzw. 2022 auf Platz 172 (THER) der weltweit besten Universitäten geführt. Deutschlandweit steht die Universität damit auf Platzgruppe 11–20 (ARWU) bzw. auf Platz 18 (THE). Im QS World University Ranking 2021 lag die TU Dresden auf Rang 173, in Deutschland hatte sie Rang 9 inne. Beim Round University Ranking (RUR) belegte die TU Dresden 2021 weltweit Rang 67, in Deutschland Rang 3. Beim Reuters Top 100 Ranking erreichte die TU Dresden im Jahr 2019 Platz 31 der innovativsten Universitäten Europas.

## Lage

### Standorte in Dresden

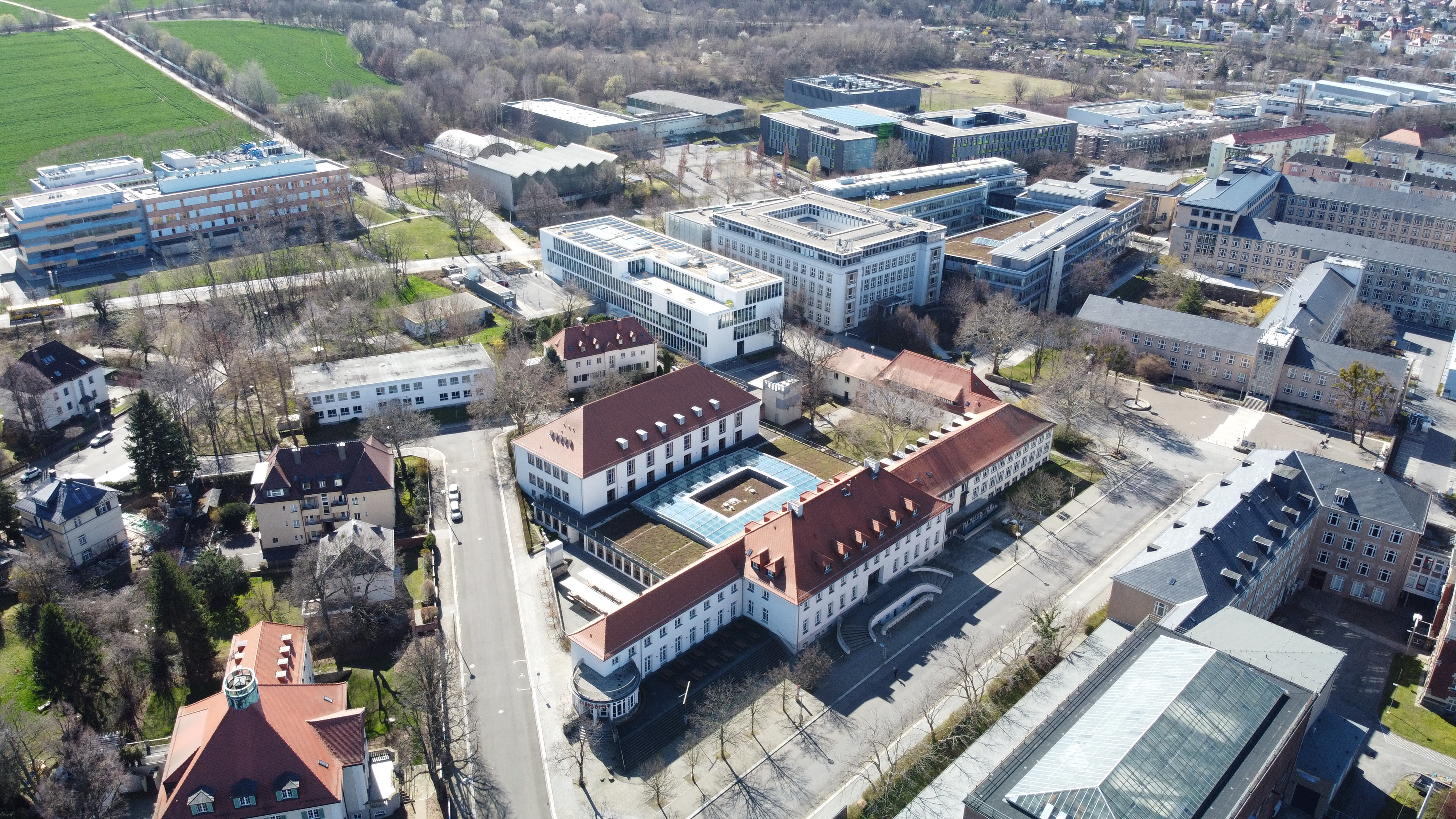
Blick auf den Hauptcampus mit Rektorat (unten links), Alter Mensa und Hermann-Krone-Bau (mittig), Barkhausen-Bau (rechts), im Hintergrund Mierdel-Bau, Heidebroek-Bau und Andreas-Pfitzmann-Bau (v. l. n. r.)

Die TU Dresden ist zu großen Teilen eine Campus-Universität. Ihr Hauptcampus befindet sich südlich des Dresdner Stadtzentrums in den Stadtteilen Südvorstadt und Räcknitz zwischen Fritz-Foerster-Platz und Nöthnitzer Straße in Nord-Süd-Richtung sowie Münchner Platz und Zelleschem Weg in West-Ost-Richtung. Das Campusgelände ist jederzeit öffentlich zugänglich; ehemalige Pförtnereinrichtungen wurden aufgelassen.
Über Gebäude wie den Andreas-Schubert-Bau oder den Drude-Bau und vielen Studentenwohnheimen entlang des Zelleschen Weges, der eine vierspurige Straße mit grünem Mittelstreifen ist, kommt man zu einem weiteren großen Standort der TU im Stadtteil Strehlen an der Teplitzer Straße. Das Lehrerseminar Dresden-Strehlen am Weberplatz gehörte schon seit 1923 zur damaligen Technischen Hochschule. Das Gelände der ehemaligen Militärakademie „Friedrich Engels“ südwestlich der August-Bebel-Straße wurde übernommen, hauptsächlich sind die Philosophische Fakultät sowie die Fakultäten Erziehungswissenschaften und Sprach-, Literatur- und Kulturwissenschaften untergebracht.
Die Medizinische Fakultät ist an der Fetscherstraße in der Johannstadt gelegen.
Seit dem Wintersemester 2006/07 nutzt die Fakultät Informatik ihr neues Gebäude (Andreas-Pfitzmann-Bau) an der Nöthnitzer Straße auf dem Hauptcampus. Rund um das alte Gebäude in der Johannstadt entstand der Campus Johannstadt. Zum Wintersemester 2011/12 zogen dorthin die Berufsakademie Dresden, die Evangelische Hochschule für Soziale Arbeit Dresden (EHS) sowie mehrere Institute der Fakultät Maschinenwesen der Technischen Universität.

### Standorte außerhalb Dresdens
Die TU Dresden erstreckt sich über die innenstadtnahen, linkselbischen Standorte Dresdens hinaus.

#### Triebenberg (bis 2017)
Noch innerhalb des erweiterten Stadtgebiets von Dresden im Schönfelder Hochland befand sich bis 2017 das Labor Elektronenmikroskopie und eine Sternwarte auf dem 383 Meter hohen Triebenberg. Das Observatorium hatte ein automatisches 60-Zentimeter-Spiegelteleskop in Newton-Bauweise und eine CCD-Astrokamera mit 16 Megapixeln. Die Lage weit außerhalb der geschlossenen Ortschaft Dresdens wählte man, um elektromagnetische Störungen zu reduzieren und der für Observatorien ungünstigen Lichtverschmutzung in Ballungsräumen zu entkommen.

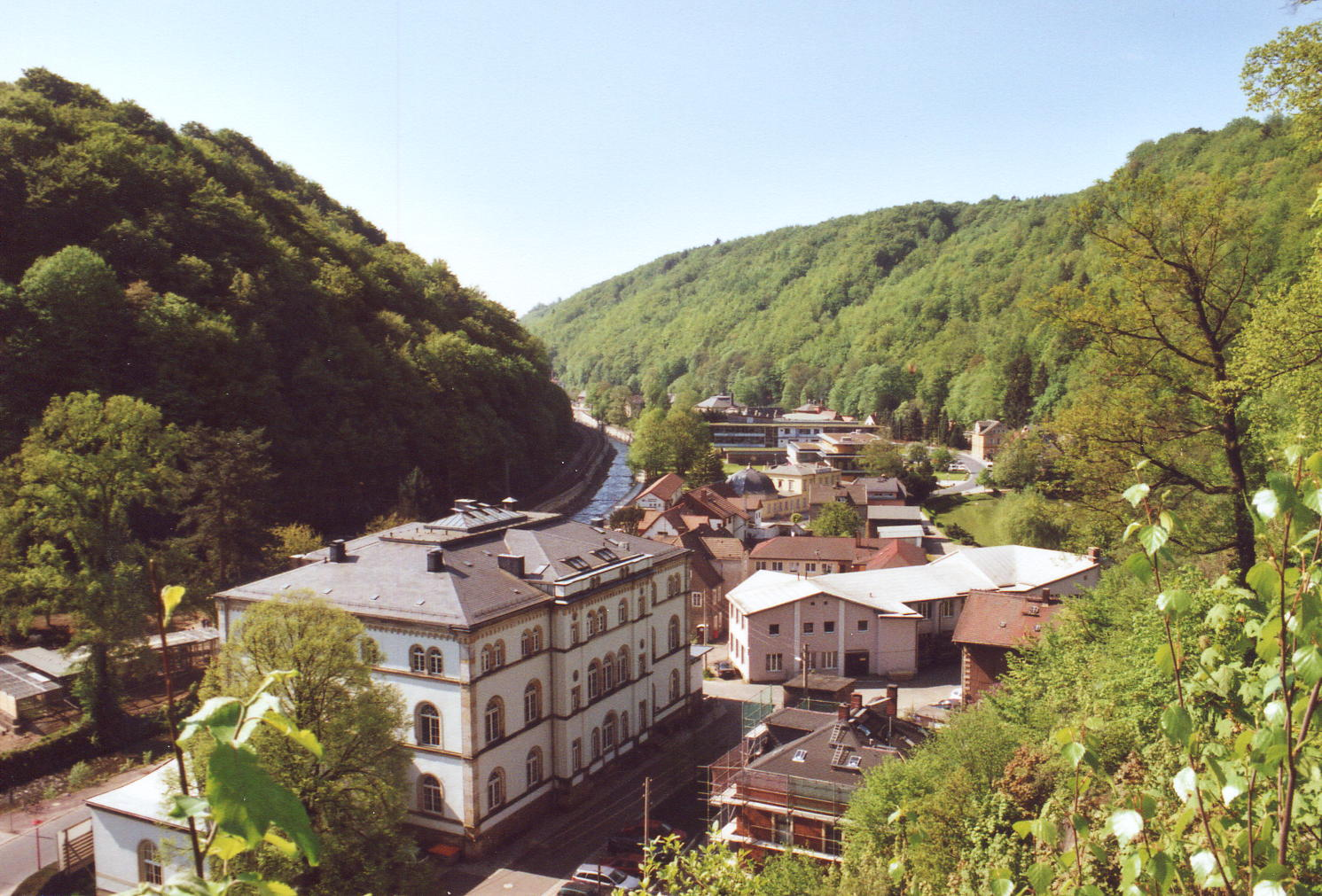
Gebäude der TU Dresden in Tharandt im Tal der Wilden Weißeritz

#### Tharandt
Die Gebäude der Fachrichtung Forstwissenschaften der Fakultät Umweltwissenschaften befinden sich in der südwestlich von Dresden gelegenen Stadt Tharandt.
Der 1811 gegründete Forstbotanische Garten Tharandt ist ebenfalls eine Einrichtung der TU Dresden und gleichzeitig das sächsische Landesarboretum.

#### Pirna und Neunzehnhain
In Pirna-Copitz befindet sich das Institut für Abfall- und Kreislaufwirtschaft und in Neunzehnhain die „Ökologische Station Neunzehnhain“, die beide zur Fachrichtung Hydrowissenschaften gehören.

#### Merkers (Thüringen)
In einem Salzbergwerk in Merkers (Krayenberggemeinde) befindet sich die Außenstelle des Instituts für Luft- und Raumfahrttechnik mit diversen Hochgeschwindigkeitswindkanälen. Für den Betrieb dieser Anlagen werden gezielt Druckunterschiede zwischen einzelnen Salzkammern (Überdruckkammer 100 m³ und Unterdruckkammer 30.000 m³) aufgebaut. Für die Messungen wird die rückströmende Luft genutzt, wodurch sich mit relativ geringem maschinellen Aufwand (Antrieb 300 kW) starke gleichmäßige Strömungen (bis 10 MW) aufbauen lassen.

#### Zittau
Seit 2013 gehört das IHI Zittau als Zentrale Wissenschaftliche Einrichtung zur TU Dresden. Es bietet Masterstudiengänge und Promotionsmöglichkeiten im Bereich der Natur-, Sozial- und Wirtschaftswissenschaften an.

#### Chemnitz
Auf Beschluss des Sächsischen Landtages wurde 2019 ein Außenstandort der Medizinischen Fakultät „Carl Gustav Carus“ der TU Dresden am Klinikum Chemnitz GmbH gegründet. Am dortigen Campus findet die Ausbildung angehender Mediziner im Modellstudiengang „Medic“ statt. Der Campus wurde im Oktober 2021 eröffnet.

### Verkehr

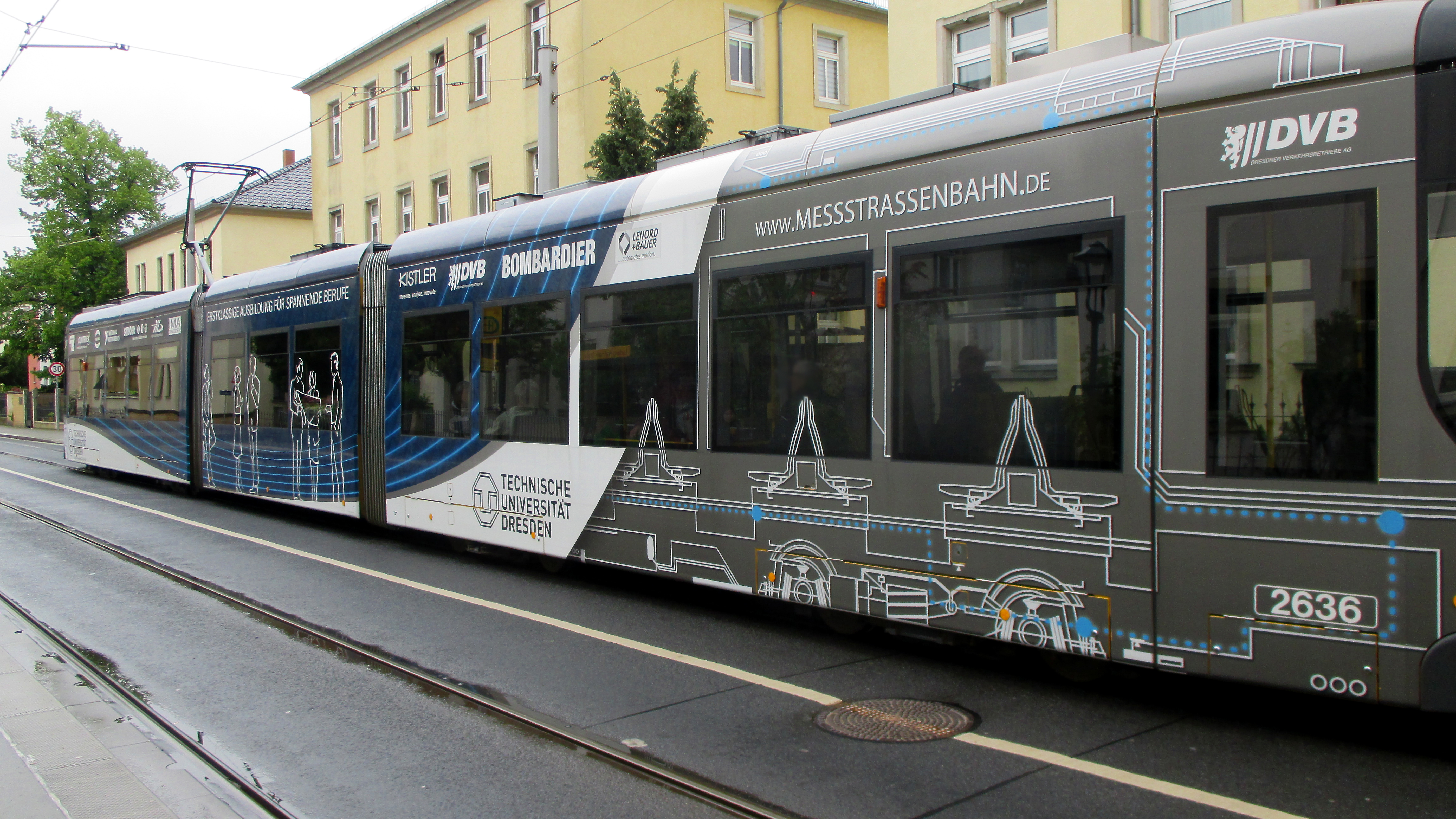
Messstraßenbahn der Dresdner Verkehrsbetriebe

Im Jahr 2005 wurde der Ausbau der zwischen Hörsaalzentrum und Neuen Mensa verlaufenden Bergstraße (Bundesstraße 170) zu einem vierspurigen Autobahnzubringer abgeschlossen. Das Zentrum der Universität ist somit einem erhöhten Verkehrsaufkommen ausgesetzt. Über diese Straße spannt sich zwischen Hörsaalzentrum und Mensa eine Fußgänger- und Fahrradbrücke. In Ost-West-Richtung wird der TUD-Campus über den Zelleschen Weg erschlossen.
Im Öffentlichen Personennahverkehr erbringen die Dresdner Verkehrsbetriebe die größte Transportleistung an der Universität. Die Buslinie 61, die den Campus nördlich tangiert, verbindet die zentralen Einrichtungen am Fritz-Foerster-Platz, die Universitätsbibliothek und die Wohnquartiere und ist somit in Stoßzeiten bei dreiminütiger Taktfolge an der Kapazitätsgrenze ausgelastet. Südlich des Campus wurde in paralleler Ausrichtung zur Linie 61 die Buslinie 85 eingerichtet. Richtung Norden (Innenstadt) verbindet die Buslinie 66, die ebenfalls stark belastet ist, den Campus mit dem Hauptbahnhof. Die Straßenbahnlinien 3 und 8 tangieren den Campus an dessen westlichem Ende und verbinden ihn ebenfalls mit dem Hauptbahnhof und der Innenstadt. Der Fritz-Foerster-Platz ist etwa 5 Minuten Fahrzeit vom Bahnhof entfernt. Daneben verkehren noch Überlandbusse, die Dresden mit Dippoldiswalde und Altenberg verbinden. Die Fakultät in Tharandt ist mit der S-Bahnlinie 3 oder Regionalzügen erreichbar. Die Fahrzeit zum Hauptbahnhof beträgt zwischen 15 und 20 Minuten.
Für die Nutzung der Öffentlichen Personennahverkehrsmittel im Verkehrsverbund Oberelbe nutzt der Großteil der Studenten ein Semesterticket, das seit dem Wintersemester 2010/2011 sachsenweit für die Nutzung des Schienenpersonennahverkehrs genutzt werden kann. Ende 2019 wurde auf dem TUD-Campus auf der Hettnerstraße ein sogenannter „Mobilitätspunkt“ der Dresdner Verkehrsbetriebe in Betrieb genommen, an dem neben Fahrzeugen für Carsharing auch Ladeplätze für Elektroautos zur Verfügung stehen.
Im Sommer 2007 begann ein Projekt unter Federführung der Fakultät Verkehrswissenschaften, bei dem ein Straßenbahntriebwagen für Langzeitstudien vielfältige Daten über einen mehrjährigen Zeitraum erfasst, beispielsweise zur strukturellen Belastung. Dazu wurde bei Bombardier Transportation im Werk Bautzen bereits während der Fertigung ein Serienfahrzeug vom Typ Gelenktriebwagen NGT D8DD mit vielfältigen Sensoren als Messträger ausgerüstet. Nach der Auslieferung nahm das Fahrzeug mit projektbezogener Ganzreklame als Messstraßenbahn im März 2009 den Regelbetrieb im Dresdner Stadtbetrieb auf. Die gewonnenen Daten dienen unter anderem der Verbesserung von Fahrkomfort, Lärmemission und Energieeffizienz folgender Modelle. Nach dem Projektende ist die Beklebung des Wagens im Jahr 2022 entfernt worden.

## Bauwerke

### Einrichtungen

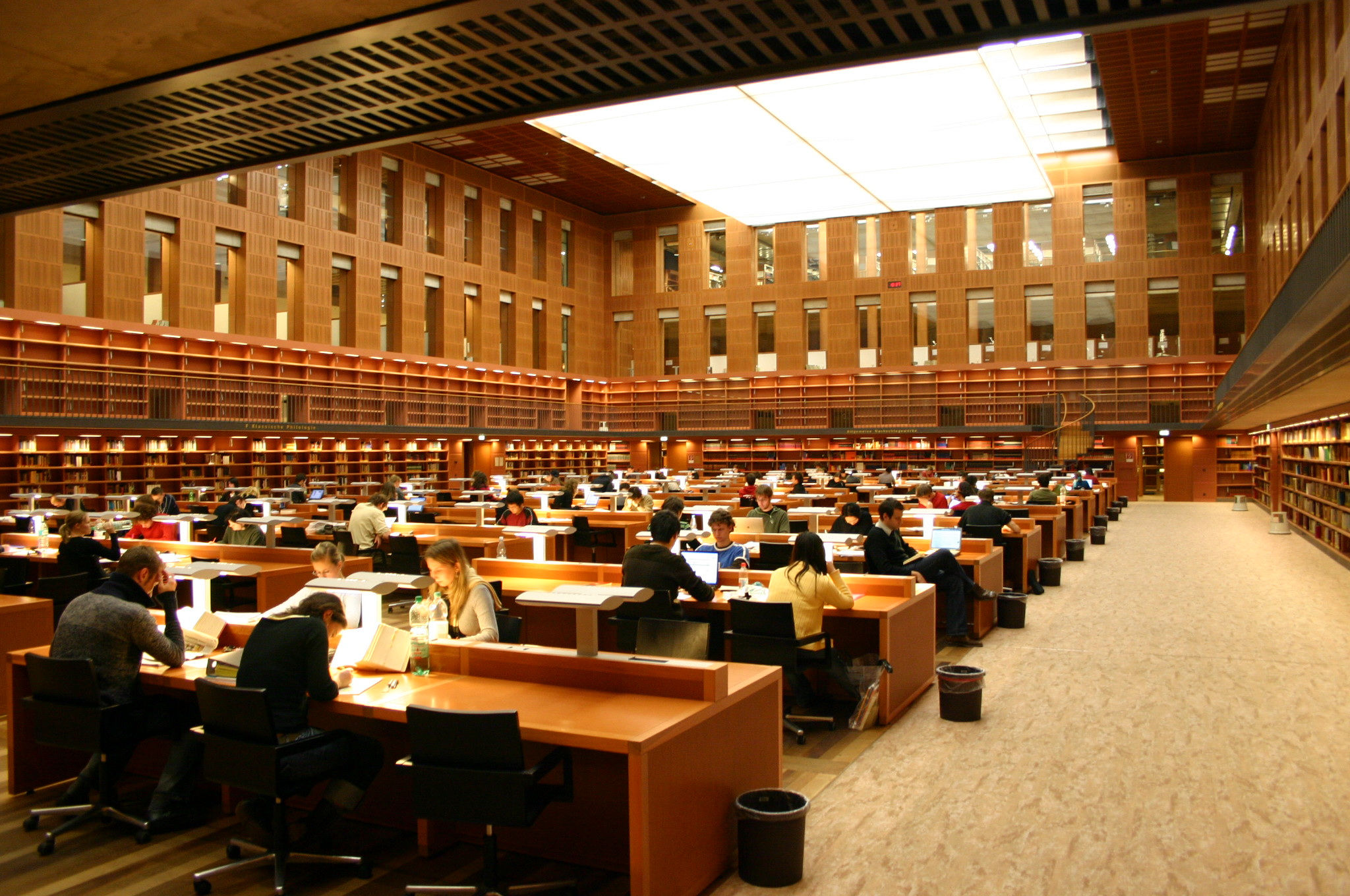
Zentraler Lesesaal der Sächsischen Landesbibliothek – Staats- und Universitätsbibliothek

Nach der deutschen Wiedervereinigung wurde die Universität um einige zentrale Einrichtungen erweitert. So wurde mit dem Hörsaalzentrum eine Einrichtung geschaffen, die die Kapazität in der Lehre erhöhen soll. Das Hörsaalzentrum bietet insgesamt 3469 Sitzplätze in elf Seminarräumen und davon 2765 Sitzplätze in sechs Hörsälen, darunter das fast 1000 Sitzplätze fassende Auditorium maximum. Das Hörsaalzentrum liegt am Fritz-Foerster-Platz zentral auf dem Hauptcampus.
Mit der Zusammenlegung der Sächsischen Staatsbibliothek und der Universitätsbibliothek zur Sächsischen Landesbibliothek – Staats- und Universitätsbibliothek Dresden erhielt der Campus eine der größten Bibliotheken Deutschlands mit rund 8,94 Mio. Bestandseinheiten (davon 4,39 Mio. Bücher). Als Universitätsgebäude stellt dieser Bau Arbeitsraum in Form von Gruppenarbeitsräumen und Carrels zur Verfügung. Vier Zweigbibliotheken befinden sich in den Fakultäten.
An den Gebäudekomplex des Instituts für Mathematik (in der Nähe der Universitätsbibliothek am Zelleschen Weg) wurde ein Gebäude für das Zentrum für Informationsdienste und Hochleistungsrechnen (ZIH) angebaut. Auffällig ist das Gebäude vor allem deshalb, weil die Wasserkühlung der Rechentechnik eine ständige Abführung von Wasserdampf über das Dach des Gebäudes erfordert. Der eingesetzte Supercomputer gehörte bei seiner Inbetriebnahme 2006/07 zu den 100 schnellsten Rechnern der Welt und verarbeitet 11,5 Billionen Gleitkommaoperationen pro Sekunde. Die Rechentechnik dient vor allem zur Forschung an Themen wie Grid-Computing, Methoden der Programmierung, Optimierungsmethoden und Algorithmen der Mathematik sowie zur Beschreibung biologischer Prozesse. Als Einrichtung der Universität wird das ZIH auch in der Lehre genutzt.

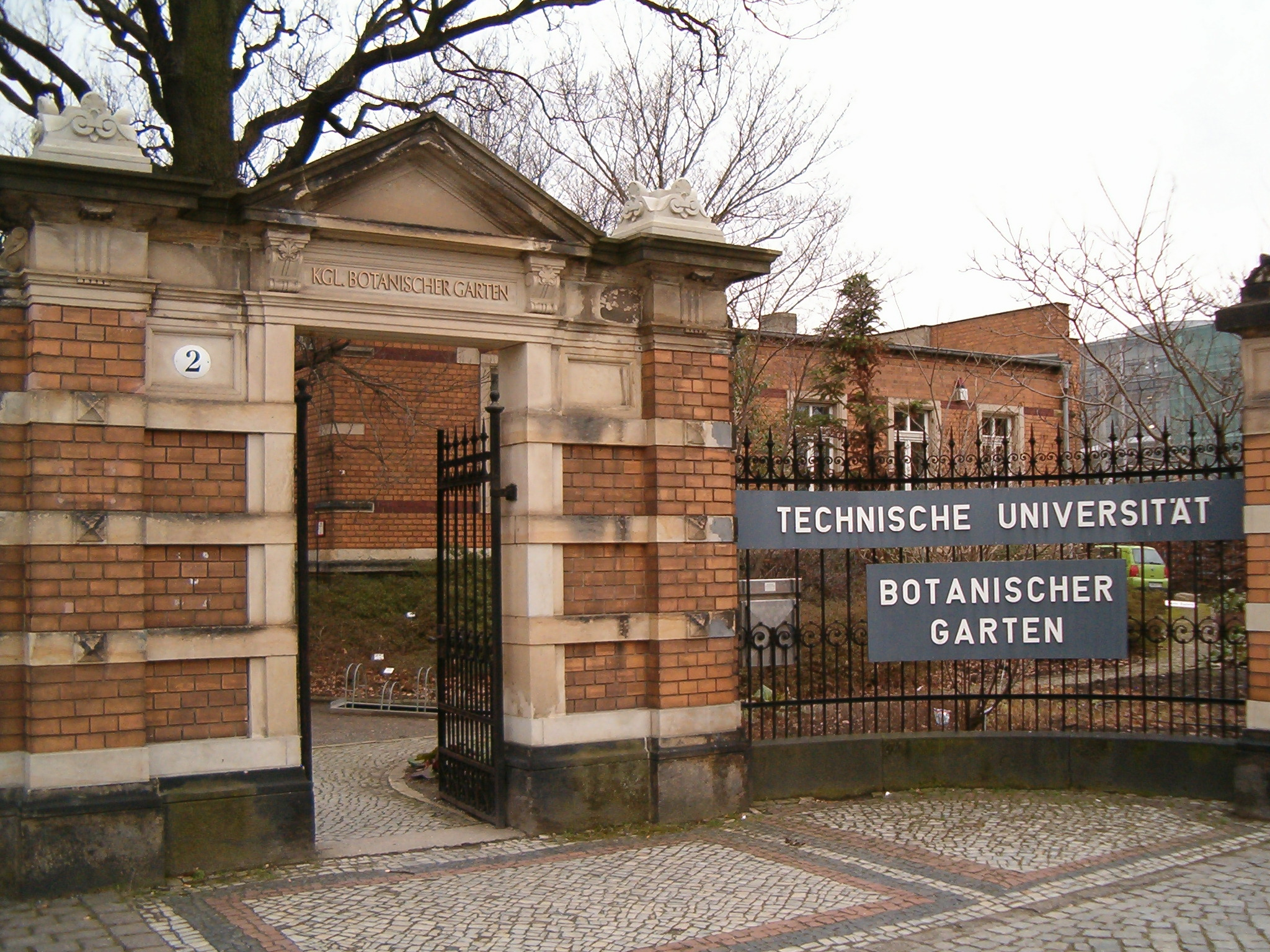
Eingang des Botanischen Gartens in der Nähe des Straßburger Platzes

In der Nähe der Gläsernen Manufaktur befindet sich der 1820 im Großen Garten angelegte Botanische Garten der TU Dresden. Er gehört seit 1949 zur Hochschule, ist aber vorher schon durch das Wirken des Professors Oscar Drude, der die botanische Sammlung 1893 pflanzengeografisch gliederte, mit der Hochschule verbunden gewesen. Der Garten enthält etwa 10.000 Pflanzenarten auf einer Fläche von 3,25 Hektar und ist geographisch gegliedert worden.
Das Mitteleuropazentrum für Staats-, Wirtschafts- und Kulturwissenschaften (MEZ) verleiht jährlich die Chamisso-Poetikdozentur für Migrantenliteratur an deutschsprachige Autoren nichtdeutscher Sprachherkunft.

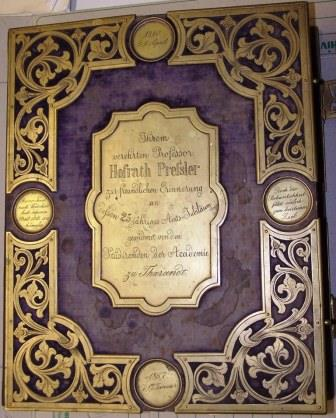
Fotoalbum im Nachlass Pressler im Universitätsarchiv

Das Universitätsarchiv der Technischen Universität Dresden gehört bereits seit 1952 zu den zentralen Einrichtungen der TH/TU Dresden und ist laut dem Sächsischen Archivgesetz für die Aufbewahrung aller anfallenden dienstlichen Unterlagen der Universität zuständig. Der Umfang der Überlieferungen ist mittlerweile auf 7000 laufende Meter Akteneinheiten gewachsen. Allein der Bestand der Studentenakten ist seit 1945 auf etwa 600.000 Akten gestiegen. Der Gesamtbestand des Universitätsarchivs widerspiegelt damit vor allem die historische Entwicklung der TH/TU Dresden ab 1828 sowie die historischen Entwicklungen der integrierten wissenschaftlichen Institutionen (ehemalige Forstliche Hochschule Tharandt ab 1800, Ingenieurhochschule Dresden, Pädagogische Hochschule Dresden, Verkehrshochschule Dresden sowie die ehemalige Medizinische Akademie „Carl Gustav Carus“). Darüber hinaus werden bestandsübergreifende Sammlungen (Pläne und Zeichnungen, Fotoaufnahmen, Medaillen) und Inventare zur Geschichte angelegt und mit Hilfe von Übergaben weiter ausgebaut. Neben den wissenschaftlichen Institutionen und den Verwaltungseinrichtungen der TU Dresden, die laut Sächsischem Archivgesetz regelmäßig ihr dienstliches Schriftgut anzubieten haben, werden Nachlässe oder persönliche Dokumentationen von Wissenschaftlern und herausragenden Alumni aufgenommen. Das Archiv ist eine öffentliche Einrichtung und steht Wissenschaftlern wie Privatpersonen für Auskünfte zur Universitäts- und Wissenschaftsgeschichte zur Verfügung. Einige Bestände des Universitätsarchivs sind neben dem eigenen Internetauftritt über das Archivportal-D abrufbar.

### Mensen
In Dresden existieren zwölf Mensen, die alle vom Studentenwerk Dresden betrieben werden und sich mit ihren Angeboten vorwiegend an Studenten und Mitarbeiter der TU Dresden richten. In allen Mensen des Studentenwerks existiert ein System zur bargeldlosen Zahlung (Emeal).

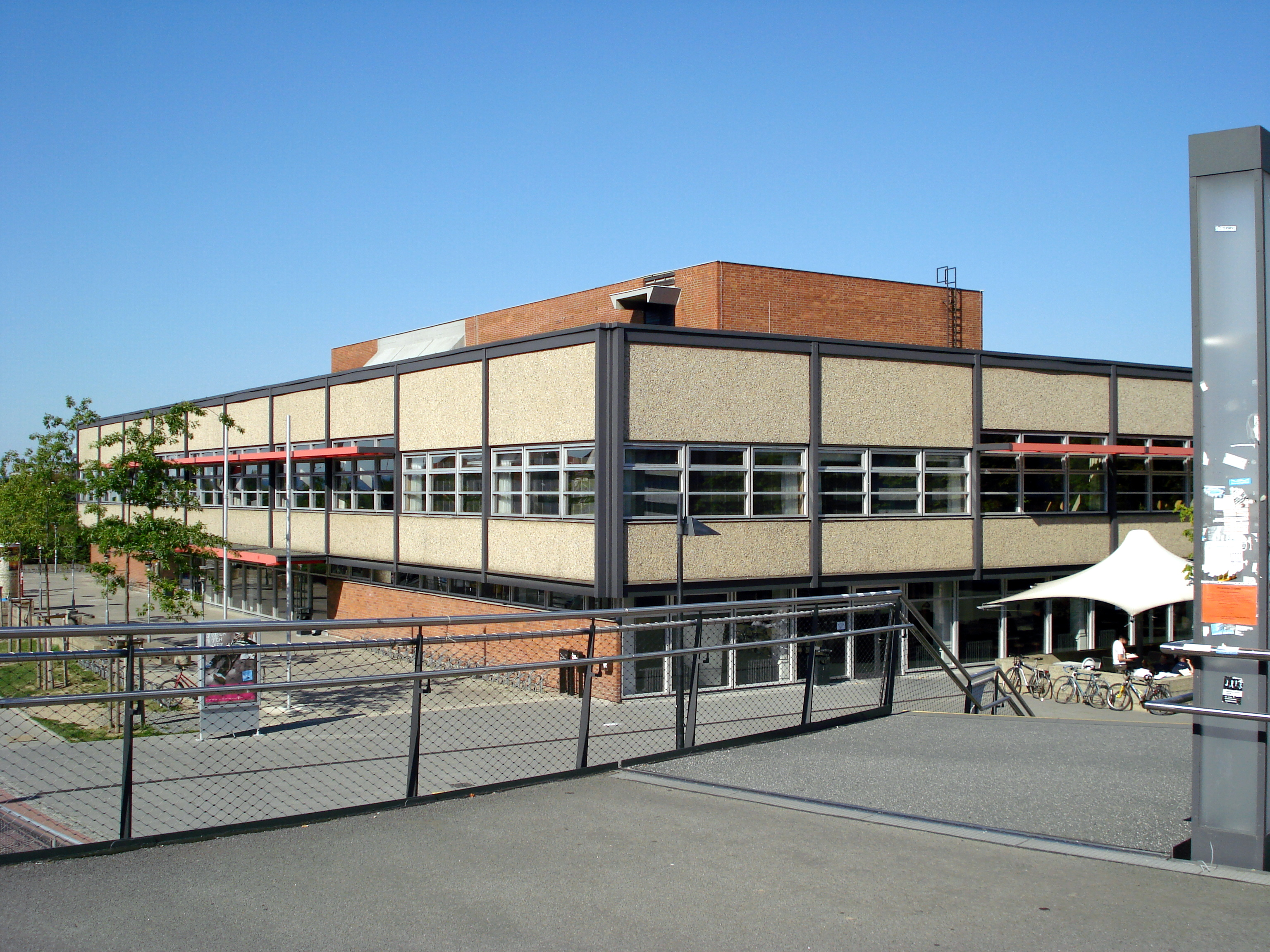
Die Neue Mensa an der Bergstraße (zurzeit geschlossen)

Größte Mensa Dresdens ist die 1981 eröffnete Neue Mensa (auch Mensa Bergstraße genannt) am Fritz-Foerster-Platz gegenüber dem Hörsaalzentrum. Sie bot mehr als 1000 Plätze in Cafeteria und Essenssälen. Die Mensa sollte ab dem Wintersemester 2014/15 renoviert werden, diente jedoch im Zuge der Flüchtlingskrise von Oktober 2015 bis Ende 2016 als Erstaufnahmeeinrichtung. Die Renovierung begann schließlich im Sommer 2018. Bis 2025 sollen die Sanierung des Bestandsgebäudes sowie ein Terrassenanbau erfolgen. Als Interimslösung wurde am 14. Oktober 2014 an der Nürnberger Straße die Mensa Zeltschlösschen mit 700 Sitzplätzen eröffnet. Sie ist 350 Meter (Luftlinie) von der Neuen Mensa entfernt. Es können bis zu 2800 Menüs pro Tag ausgegeben werden.
Die Alte Mensa in der Mommsenstraße befindet sich südlich am Hauptcampus und wurde bis zum 15. Januar 2007 vollständig erneuert. Sie dient als repräsentatives Gebäude für Empfänge und Ähnliches. Die Kernteile der Alten Mensa gehen auf das am 15. November 1925 eröffnete Studentenhaus zurück. Das Gebäude wurde bis 1959 um mehrere Anbauten erweitert. Dadurch wurde der westliche Gebäudekomplex auf der Mommsenstraße, Ecke Helmholtzstraße, auch Sitz des Rektorats der Hochschule (bis 2003, Günther-Landgraf-Bau mit Universitätsarchiv). Der Innenhof des östlichen Gebäudekomplexes mit Mensa wurde beim Umbau und der Sanierung vom Februar 2004 bis Dezember 2006 glasüberdacht und enthält nun die Essensausgaben. In den vier Sälen und in der Cafeteria um den Ausgabebereich herum bietet die Mensa etwa 1100 Plätze. Darüber hinaus verfügt sie über 250 Außenplätze auf drei Terrassen. In der Alten Mensa können bis zu 3000 Menüs pro Tag ausgegeben werden.
Eine weitere Mensa ist die Mensa Siedepunkt. Sie befindet sich gegenüber der Staats- und Universitätsbibliothek (SLUB) am östlichen Rand des Hauptcampus. Ursprünglich war sie als Bedienrestaurant für die SLUB geplant. 1999 wurde sie jedoch vom Studentenwerk übernommen. Anfang 2005 wurde die Platzkapazität auf 190 Sitzplätze erhöht und 60 zusätzliche Außenplätze geschaffen. Hier können bis zu 1000 Menüs pro Tag ausgegeben werden. Die Mensa bietet außerdem auch ein Abendangebot.
Die Mensa Johannstadt wurde am 16. Mai 2011 am Campus der Universität in Johannstadt eröffnet. Sie bietet 267 Plätze. Es können bis zu 750 Menüs pro Tag ausgegeben werden.
Die Mensa U-Boot wurde 2011/12 saniert. Sie befindet sich im Gerhart-Potthoff-Bau und bietet etwa 60 Sitzplätze. Hier werden bis zu 200 Menüs pro Tag ausgegeben.
In der Nähe des Universitätsklinikums existiert die Mensologie, die 1996 vom Studentenwerk übernommen wurde. 2001 wurde sie teilsaniert und bietet seitdem 440 Sitzplätze sowie 40 Außenplätze auf der Terrasse. Es werden bis zu 1000 Menüs pro Tag ausgegeben.
Die Mensa Matrix an der Reichenbachstraße teilen sich TU-Studierende mit Studierenden der Hochschule für Technik und Wirtschaft Dresden (HTW). Sie wurde 2020/21 umfangreich saniert und bietet nun 250 Sitzplätze auf zwei Stockwerken und 128 Außenplätze. Hier werden bis zu 1300 Menüs pro Tag ausgegeben.
In Tharandt befindet sich die Mensa TellerRandt, die 2005 aufgrund des Hochwassers 2002 in einen Ersatzneubau zog. Sie bietet 140 Sitzplätze und es werden bis zu 250 Menüs pro Tag ausgegeben.

### Namensgeber von Gebäuden der TU Dresden

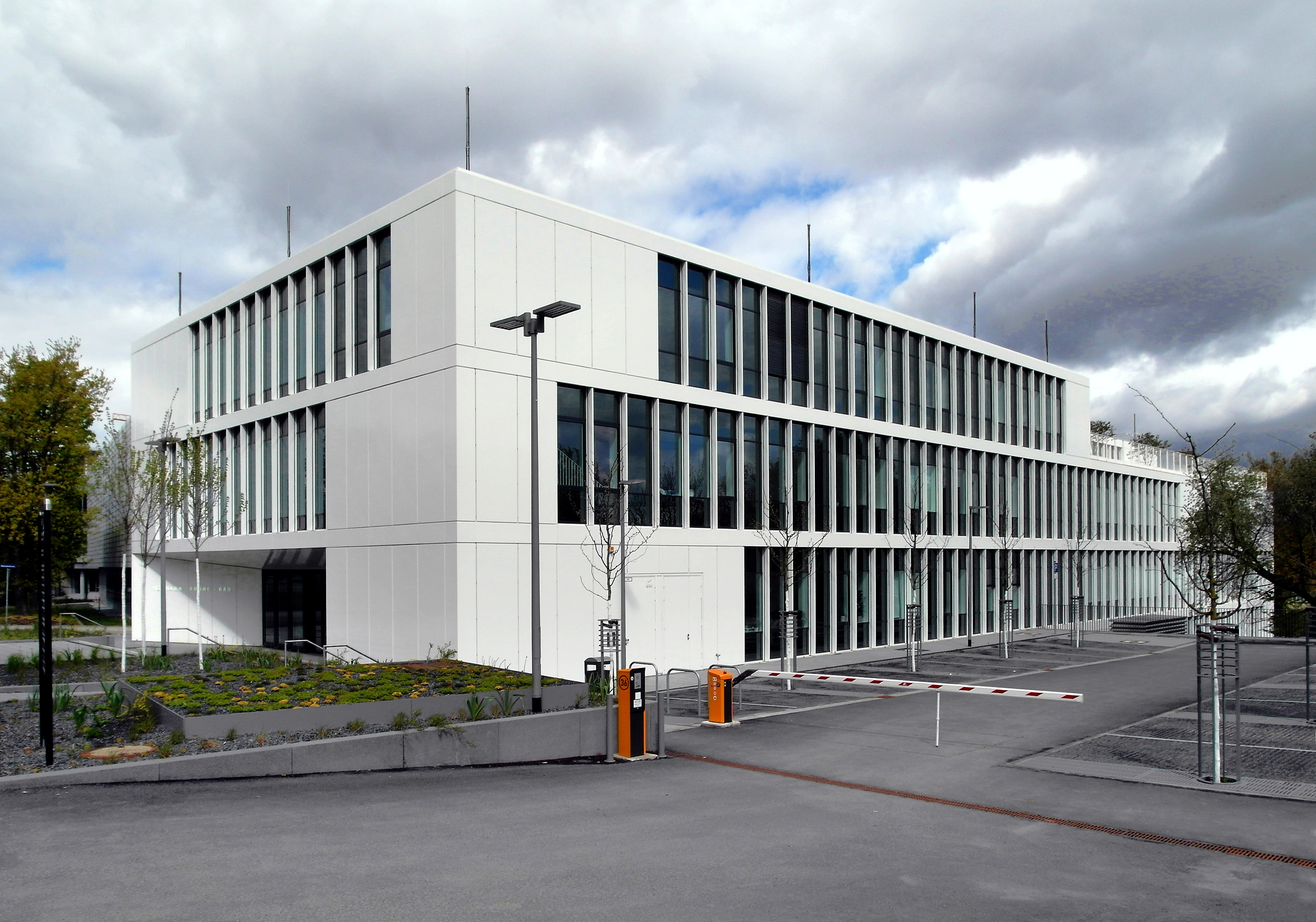
Hermann-Krone-Bau (KRO), Sitz des Instituts für Angewandte Physik der Fakultät Physik

Siehe Liste der Namensgeber von Gebäuden der Technischen Universität Dresden
Zahlreiche Hochschulgebäude der TU Dresden haben im Gegensatz zu Gebäuden anderer Universitäten die Besonderheit, dass sie nach Personen benannt wurden. Bei den Namensgebern handelt es sich in der Mehrzahl um Wissenschaftler der TH und späteren TU Dresden, die in einer besonders engen Beziehung zu dem nach ihnen benannten Gebäude, und damit in den meisten Fällen Institut, gestanden haben. Nach Gustav Zeuner, der als Professor für Technische Mechanik und Maschinenlehre an der TH Dresden wirkte, wurde so zum Beispiel 1928 das Hauptgebäude der Fakultät Maschinenwesen in Zeuner-Bau benannt. Der Professor für Betriebstechnik der Verkehrsmittel Gerhart Potthoff wurde 1993 Namensgeber des Hauptgebäudes der Fakultät Verkehrswissenschaften „Friedrich List“ und den Professor für Kraftfahrtwesen Alfred Jante ehrte man 1993 mit der Namensweihe des Jante-Baus, der das Institut für Automobiltechnik Dresden beherbergt.
Hörsäle der Universität und Versuchslabore tragen teilweise die Namen bekannter Wissenschaftler, so lernen Studierende an der TU Dresden unter anderem im Victor-Klemperer-Saal, Lichtenheldt-Hörsaal oder im Heinz-Schönfeld-Hörsaal.
Gebäude- und Hörsaalbenennungen stehen oftmals in engem Zusammenhang mit Geburtstagsjubiläen der zu Ehrenden. Andere Gebäudebenennungen erfolgten vor allem nach 1945 nach der baulichen Fertigstellung eines Universitätsgebäudes oder dem Tod eines besonders verdienten Wissenschaftlers der Universität. Die letzte Namensgebung eines Gebäudes (Stand: Juli 2017) erfolgte im Januar 2017, als das neue Gebäude des Instituts für Angewandte Physik nach dem Fotografen und Professor für Fotografie Hermann Krone als „Hermann-Krone-Bau“ benannt wurde. Die letzte Namensgebung einer sonstigen Einrichtung war im November 2012, als ein Hörsaal des Hörsaalzentrums nach dem ersten TUD-Kanzler nach der Wende den Namen „Alfred-Post-Hörsaal“ erhielt.

## Gliederung

### Organe und Gremien
Die TU Dresden hat zur zentralen Leitung ein Rektoratskollegium, das aus einer Rektorin und vier Prorektoren besteht und repräsentative, akademische Aufgaben wahrnimmt. Das Kollegium ist verantwortlich für den Haushalt der Hochschule sowie für die Investitions- und Hochschulplanung. Amtierende Rektorin ist seit dem 18. August 2020 Ursula M. Staudinger, die Prorektoren sind Angela Rösen-Wolff (Forschung und Technologietransfer), Niels Modler (Bildung und lebensbegleitendes Studieren), Roswitha Böhm (Universitätskultur und Internationalisierung) und Lars Bernard (Digitalisierung und Universitätsentwicklung).
Der Kanzler Jan Gerken führt seit 2023 die Verwaltung, die sich in neun Dezernate und einen Geschäftsbereich gliedert, und ist Mitglied des Rektoratskollegiums.
Der Hochschulrat ist Beratungs- und Kontrollorgan. Er wirkt an der Strategiebildung sowie an der Struktur- und Entwicklungsplanung der Hochschule mit. Jörg Thiele wurde 2023 zum Vorsitzenden bestellt. Neben ihm gehören zehn weitere Mitglieder dem Rat an, wobei zwei Personen Mitglieder der Universität sind. Der Hochschulrat ersetzte gemäß der Neufassung des Sächsischen Hochschulgesetzes (SächsHSG) vom 10. Dezember 2008 das Konzil. Das Konzil der Hochschule bestand bis Ende 2008 (§ 114 Abs. 4 SächsHSG) aus 428 Mitgliedern, von denen 215 durch die Hochschullehrer, jeweils 84 von den Studenten und den akademischen Mitarbeitern sowie 45 von sonstigen Mitarbeitern gewählt wurden. Es bildete das größte parlamentarische Organ der TU Dresden. Das Konzil wählte das Rektoratskollegium und bewertete die jährlichen Forschungs- und Lehrberichte. Es bestimmte über die Grundordnung der Universität und fasste Beschlüsse.
Der Senat ist für akademische Angelegenheiten in Lehre, Studium, Weiterbildung und Forschung zuständig, die die gesamte Universität betreffen oder von fundamentaler Bedeutung sind. Dazu bildet der Senat Kommissionen, die in der Regel von einem Prorektor geleitet werden. Vorsitzender des Senats, deren Mitglieder ebenfalls von allen vier Interessengruppen stammen, ist der Rektor. Dem Senat gehören unter Vorsitz des Rektors elf Hochschullehrer, vier Vertreter des akademischen Mittelbaus, zwei sonstige Mitarbeiter sowie jeweils ein studentisches Mitglied für die vier Fachbereiche der TU (Ingenieurs-, Geistes-, Naturwissenschaften und Medizin) an; er wird gemäß dem neuen Sächsischen Hochschulgesetz direkt gewählt, zuvor erfolgte dies durch das Konzil.
Die Universität hat als Lehreinrichtung einen Studierendenrat (StuRa) und als Körperschaft öffentlichen Rechts einen Personalrat.
Jede Fakultät hat ein Dekanat mit einem Dekan und einem oder mehreren Studiendekanen. Die Fakultäten verwalten ihre Studienangelegenheiten in eigenen Prüfungsämtern, Ausschüssen und Fakultätsräten. Die Interessenvertretungen der Studenten auf Fakultätsebene sind die Fachschaftsräte.

### Bereiche und Fakultäten
Die Technische Universität Dresden gliedert sich seit Mai 2012 in fünf übergeordnete Bereiche, denen insgesamt 17 Fakultäten zugeordnet sind. Die im Folgenden dargestellten Studentenzahlen beziehen sich auf das Wintersemester 2018/19.
- Bereich Mathematik und Naturwissenschaften mit
  - der Fakultät Biologie,
  - der Fakultät Chemie und Lebensmittelchemie,
  - der Fakultät Mathematik,
  - der Fakultät Physik und
  - der Fakultät Psychologie;
- Bereich Ingenieurwissenschaften mit
  - der Fakultät Elektrotechnik und Informationstechnik,
  - der Fakultät Informatik und
  - der Fakultät Maschinenwesen;
- Bereich Bau und Umwelt mit
  - der Fakultät Architektur und Landschaft,
  - der Fakultät Bauingenieurwesen,
  - der Fakultät Umweltwissenschaften,
  - der Fakultät Verkehrswissenschaften „Friedrich List“ und
  - der Fakultät Wirtschaftswissenschaften;
- Bereich Geistes- und Sozialwissenschaften mit
  - der Fakultät Erziehungswissenschaften,
  - der Philosophischen Fakultät und
  - der Fakultät Sprach-, Literatur- und Kulturwissenschaften;
- Bereich Medizin mit
  - der Medizinischen Fakultät „Carl Gustav Carus“.

#### Naturwissenschaften

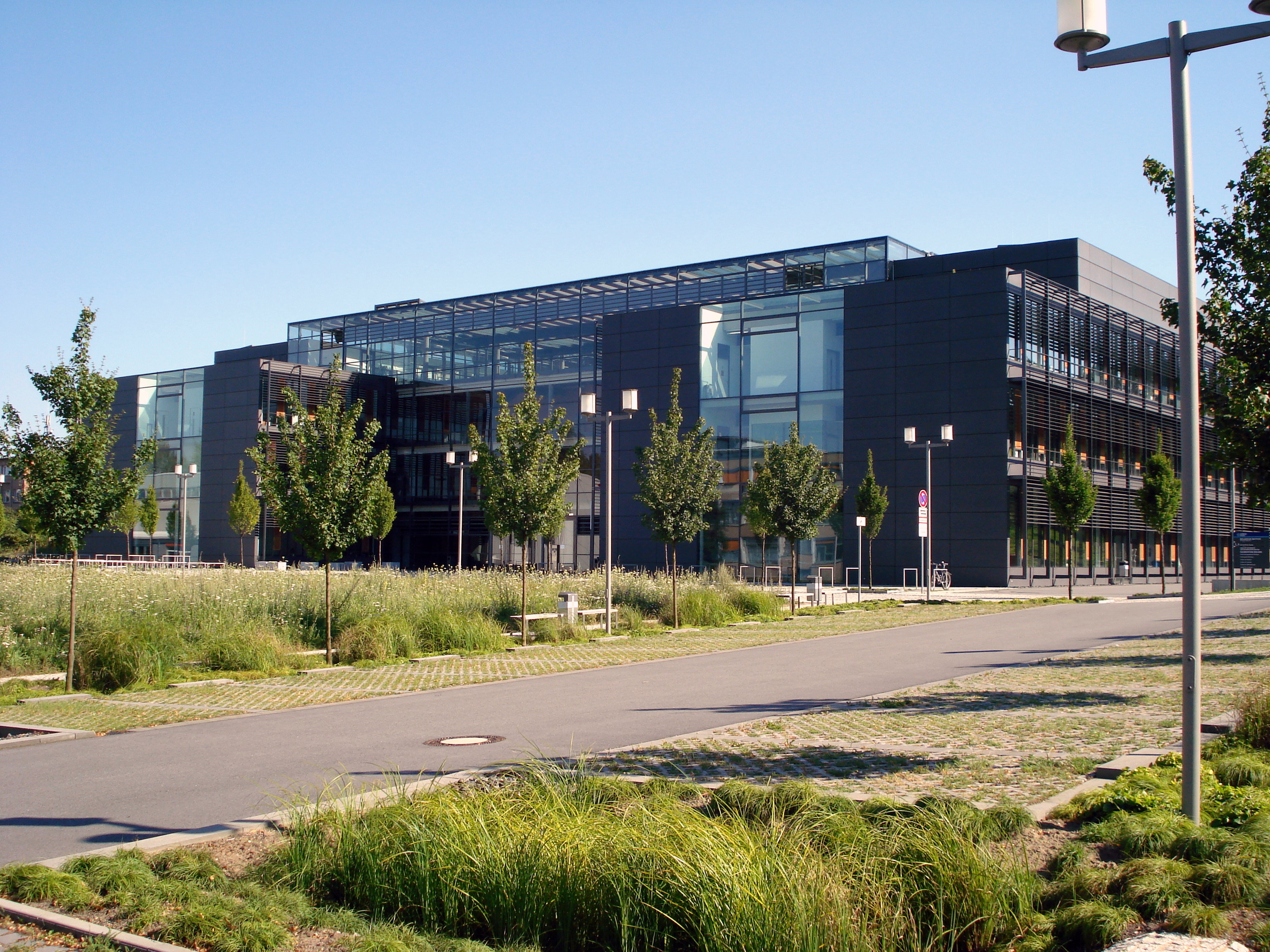
Gebäude der Fakultät Biologie am Zelleschen Weg

Der Bereich Mathematik und Naturwissenschaften umfasst insgesamt 3780 Studenten (Stand WS 2018/2019) und enthält das gesamte naturwissenschaftliche Spektrum sowie Mathematik. Er gliedert sich in die Fakultäten Mathematik, Biologie, Chemie und Lebensmittelchemie, Physik und Psychologie. Jede Fakultät fasst einzelne Professuren in Instituten zusammen. Die Hauptgebäude der einzelnen Fakultäten befinden sich östlich und westlich der Bergstraße. Für die Fakultät Biologie wurde bis 2006 ein Neubau am Zelleschen Weg errichtet.

#### Ingenieurwissenschaften

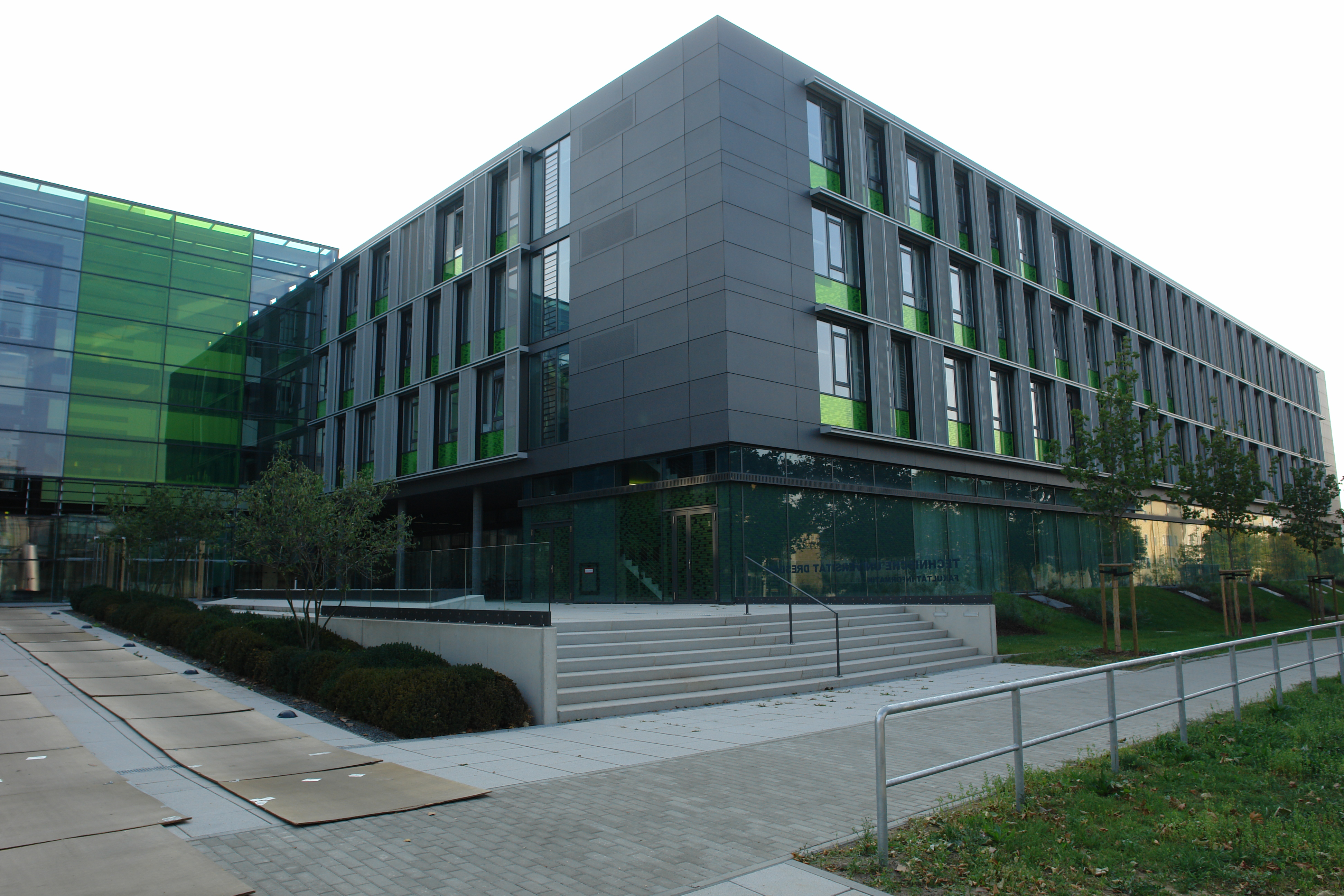
Andreas-Pfitzmann-Bau der Fakultät Informatik an der Nöthnitzer Straße

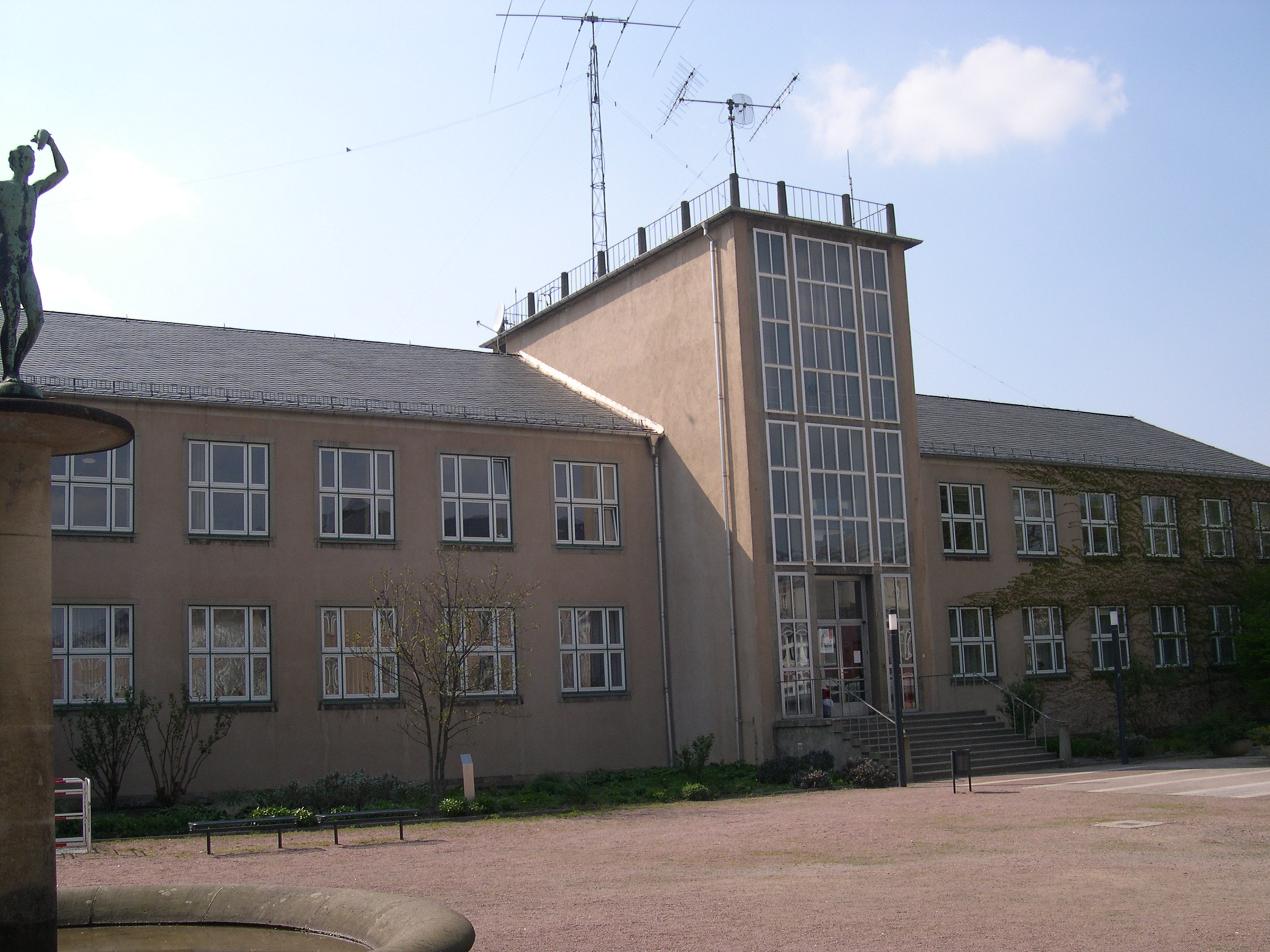
Barkhausen-Bau der Fakultät Elektrotechnik und Informationstechnik

Die Fakultät Informatik gliedert sich in sechs Institute. In den Studienrichtungen Informatik, Medieninformatik, Informationssystemtechnik sowie den Masterstudiengängen Computational Science and Engineering, Computational Modeling and Simulation und Distributed Systems Engineering studieren 1891 Studenten. Außerdem bietet die Fakultät Aufbaustudiengänge an und ist Bildungsstätte für das Lehramt Informatik. Mit dem 1984 gegründeten Schülerrechenzentrum Dresden (SRZ) betreibt die Fakultät Informatik zudem eine Einrichtung für die außerunterrichtliche Begabtenförderung von Schülern in den Bereichen Informatik und Elektronik. Die Tradition der Informatik an der TH und TU Dresden geht insbesondere auf Nikolaus Joachim Lehmann zurück, der im Kontakt mit Konrad Zuse die Entwicklung des Computers begründete.
An der Fakultät Elektrotechnik und Informationstechnik studieren 2219 Studenten. Sie gliedert sich in zwölf Institute und bildet mit dem Institut Halbleiter- und Mikrosystemtechnik und dem Institut für Aufbau- und Verbindungstechnik der Elektronik die wichtigste Schnittstelle der Technischen Universität zu Halbleiterindustrie und -forschung in Dresden („Silicon Saxony“).
An der, gemessen an der Studierendenzahl, größten Fakultät, der Fakultät Maschinenwesen, studieren 5218 Studenten Maschinenbau, Werkstoffwissenschaft oder Verfahrens- und Naturstofftechnik sowie Textil- und Konfektionstechnik (Masterstudiengang). Sie bildet zudem das Zentrum zahlreicher interdisziplinärer Studiengänge. Gegliedert ist die Fakultät in 16 Institute, die über mehrere Gebäude verteilt sind. Hauptgebäude der Fakultät Maschinenwesen ist der Zeuner-Bau.

#### Bau und Umwelt

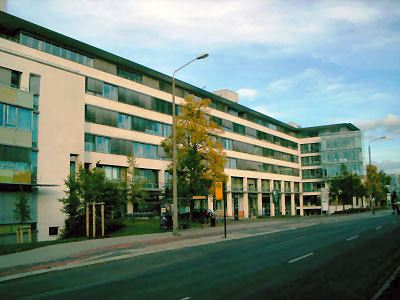
Gebäude der Fakultät Architektur am Zelleschen Weg

Die Fakultät Architektur und Landschaft untergliedert sich in sieben Institute. An ihr studieren 1067 Studenten Architektur oder Landschaftsarchitektur.
An der Fakultät Bauingenieurwesen studieren 1724 Studenten. Sie ist in elf Institute gegliedert und kann geschichtlich als Urkern der Universität betrachtet werden. Den Hauptsitz hat sie im Beyer-Bau, der nach dem Bauingenieur Kurt Beyer benannt ist.
Die Fakultät Umweltwissenschaften vereint Fächer aus Ingenieur-, Natur- und Sozialwissenschaften. Sie ist in die drei Fachrichtungen Forstwissenschaft, Geowissenschaft und Hydrowissenschaften geteilt, in denen 2162 Studenten immatrikuliert sind. Die Institute der Fachrichtung Geowissenschaften befinden sich fast ausschließlich auf dem Campus, während sich die Gebäude der Fachrichtung Hydrowissenschaften auf dem Campus, im Stadtgebiet von Dresden, in Pirna und in Tharandt südlich von Dresden befinden. Die Fachrichtung Forstwissenschaft ist ebenfalls am traditionsreichen Standort in Tharandt angesiedelt und geht auf die 1816 von Heinrich Cotta gegründete Königlich-Sächsische Forstakademie zurück. Der Campus in Tharandt war im Jahr 2002 vom Hochwasser der Wilden Weißeritz betroffen.
Die Fakultät Verkehrswissenschaften „Friedrich List“ mit ihren rund 1153 Studenten ist die einzige Fakultät für Verkehrswissenschaften im deutschsprachigen Raum. In Tradition des Wirtschaftswissenschaftlers Friedrich List betrachtet die Fakultät das Forschungsgebiet Verkehr einerseits aus sozialwissenschaftlicher Sicht am „Institut für Wirtschaft und Verkehr“ und hat dort eine breite Schnittstelle zur Fakultät Wirtschaftswissenschaften. Die Fachrichtung Verkehrsingenieurwesen ist andererseits interdisziplinär mit weiteren Ingenieurwissenschaften anderer Fakultäten wie Mechatronik, Maschinenbau, Informatik und Elektrotechnik verbunden und teilt sich in sechs Institute.
An der Fakultät Wirtschaftswissenschaften sind 2518 Studenten eingeschrieben. Die Fakultät hat keine Institute, sondern gliedert sich in die Fachgruppen Betriebswirtschaftslehre, Volkswirtschaftslehre und Wirtschaftsinformatik sowie zwei Nachwuchsforschungsgruppen.

#### Geistes- und Sozialwissenschaften

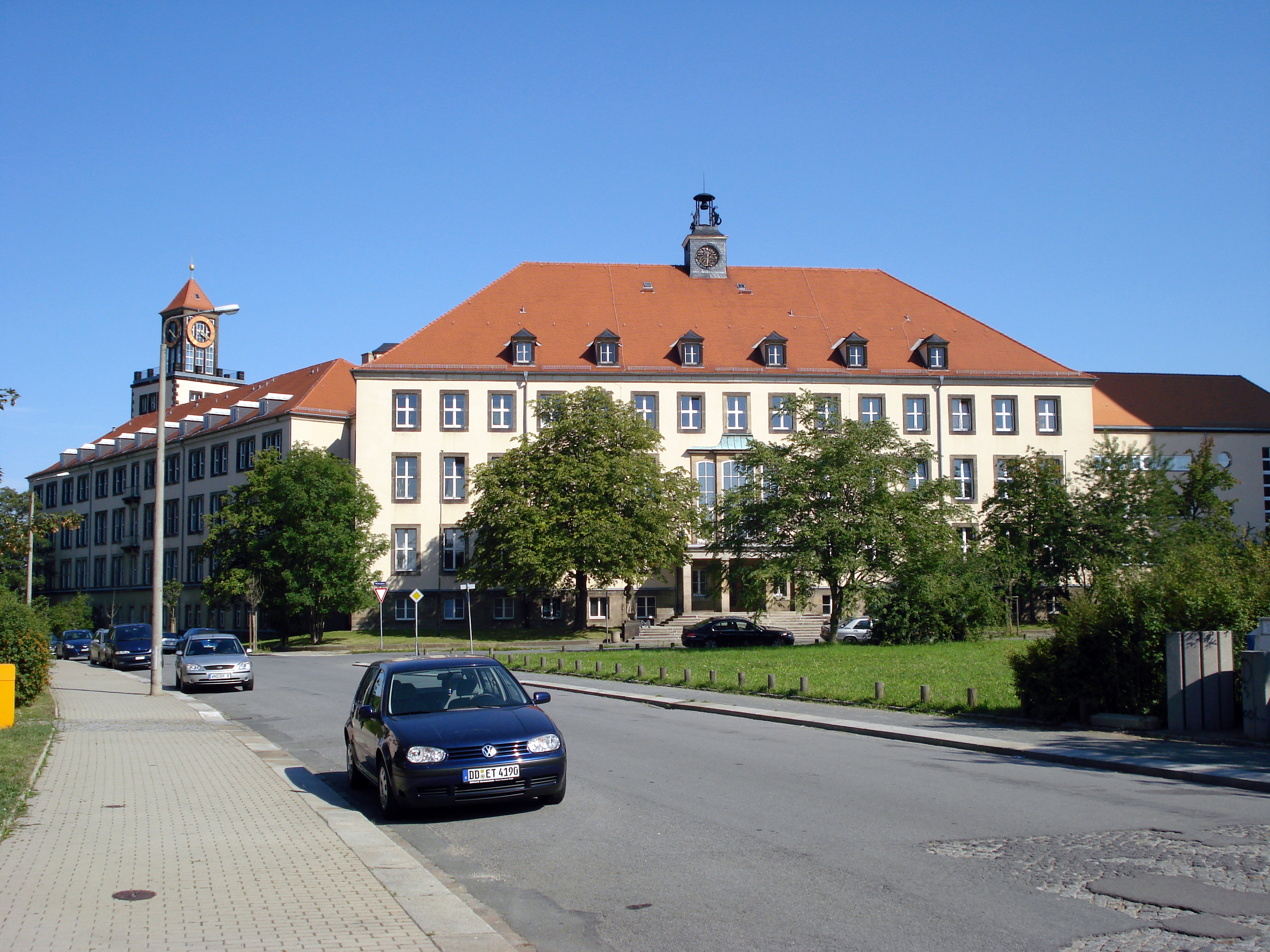
Gebäude der Fakultät Erziehungswissenschaften am Weberplatz

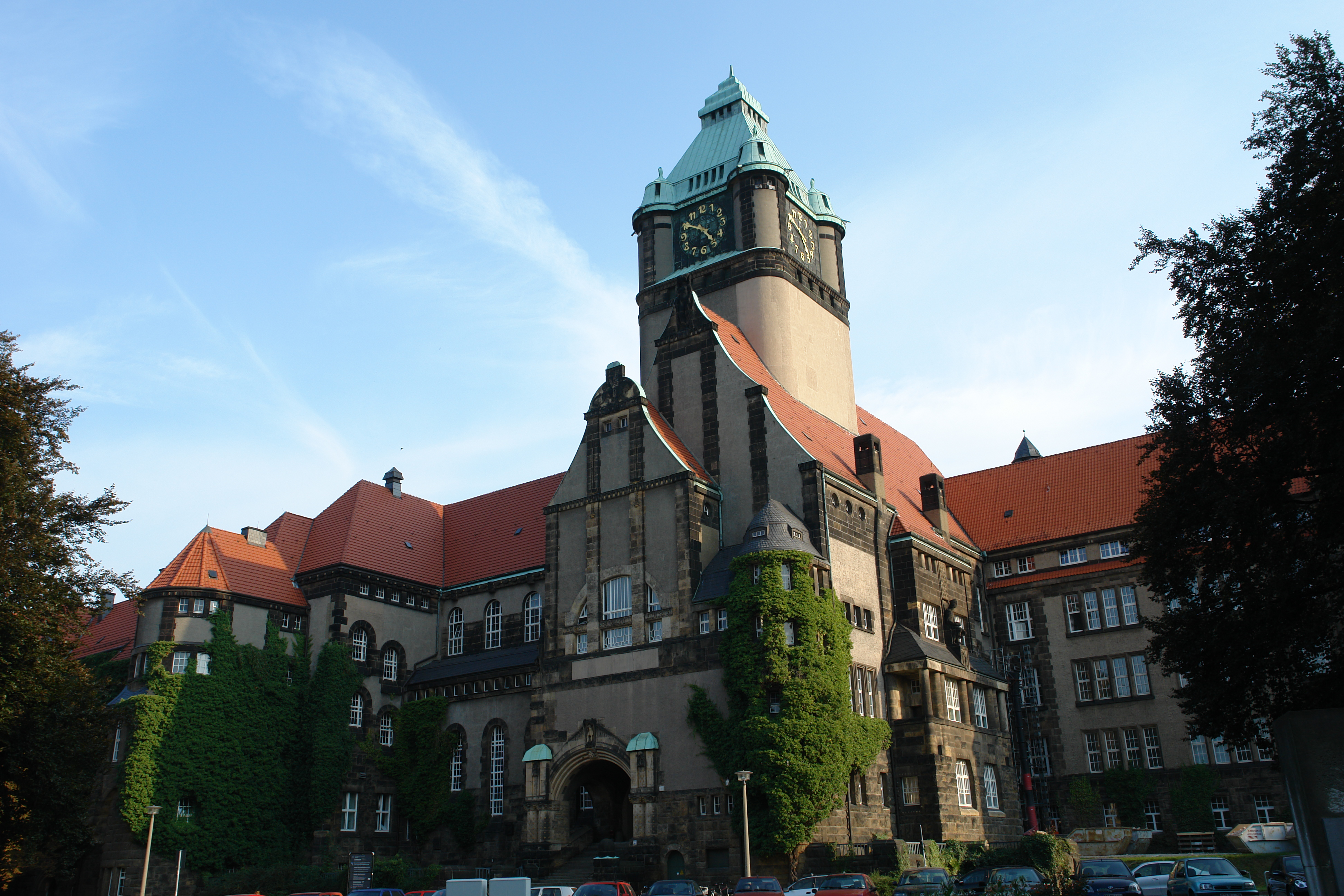
Georg-Schumann-Bau der Fakultät Wirtschaftswissenschaften

An der Fakultät Erziehungswissenschaften studieren 450 Studenten. Neben dem Bachelorstudiengang Sozialpädagogik, Sozialarbeit und Wohlfahrtswissenschaften mit dem Abschluss B.A. (Bachelor of Arts) findet an dieser Einrichtung die zentrale Lehramtsausbildung statt. Der Hauptsitz der Fakultät befindet sich am nordöstlich gelegenen Weberplatz an der Grenze zum Stadtteil Strehlen.
Die Juristische Fakultät stellte zum Wintersemester 2004/05 den grundständigen Studiengang Rechtswissenschaften ein. Sie folgte damit einer Vereinbarung zwischen den Hochschulen des Freistaates Sachsen und dem zuständigen Staatsministerium (sogenannter Hochschulpakt). Daher konnte sie keine neuen Studenten mehr im grundständigen Studiengang Rechtswissenschaften immatrikulieren. Angeboten werden Masterstudiengänge wie „International Studies in Intellectual Property Law“ sowie „Wirtschaftsrecht – Unternehmen zwischen Freiheit und staatlicher Steuerung“. Die Fakultät gliedert sich in sieben Institute, im Wintersemester 2018/19 studierten 420 Personen an der Fakultät. Die Juristische Fakultät wurde zum 30. September 2020 aufgelöst und die verbleibenden Institute und Lehrstühle mit Beginn des Wintersemesters 2020/21 im Institut für Internationales Recht, Geistiges Eigentum und Technikrecht an der Philosophischen Fakultät zusammengefasst.
Die Philosophische Fakultät gliedert sich in die Institute für Philosophie, Geschichte, Politikwissenschaft, Kommunikationswissenschaft, Soziologie, Kunst- und Musikwissenschaft, Evangelische Theologie sowie Katholische Theologie und Internationales Recht, Geistiges Eigentum und Technikrecht. An ihr sind derzeit 1828 Studenten immatrikuliert. Die Fakultät nimmt die Lehramtsausbildung für die geistes- und sozialwissenschaftlichen Schulfächer wahr.
An der Fakultät Sprach-, Literatur- und Kulturwissenschaften studieren 717 Studenten. Die Fakultät gliedert sich in die fünf Institute für Germanistik, Romanistik, Anglistik und Amerikanistik, Slavistik sowie Klassische Philologie. Neben den Bachelor- und Masterstudiengängen findet an der Fakultät die Lehramtsausbildung für die sprachlichen Schulfächer statt. Außerdem gehört zur Fakultät das Lehrzentrum Sprachen und Kulturen mit dem Ostasienzentrum und dem Multimedialen Sprachzentrum.

#### Medizin
Die Medizinische Fakultät Carl Gustav Carus hat einen eigenen Campus beim Universitätsklinikum Carl Gustav Carus in der Johannstadt. Benannt ist sie nach dem Mediziner und Künstler Carl Gustav Carus. An ihr studieren 2912 Studenten Medizin oder Zahnmedizin. Seit dem 1. Juli 1999 sind Fakultät und Universitätsklinikum rechtlich getrennt; das Klinikum ist seitdem eine Anstalt des öffentlichen Rechts im Besitz des Freistaats Sachsen. Die Medizinische Fakultät ist seit 1999 eines von zwölf Partnerinstituten der Harvard Medical School und wird ebenfalls seit 1999 vom Stifterverband für die Deutsche Wissenschaft als Reformfakultät gefördert.

### Zentrale Einrichtungen
Die Zentralen Wissenschaftlichen Einrichtungen der TU Dresden sind:
- Exzellenzcluster Centre for Tactile Internet with Human-in-the-Loop (CeTI)
- Center for Advancing Electronics Dresden (cfaed)
- Exzellenzcluster Physik des Lebens (PoL)
- Center for Interdisciplinary Digital Sciences (CIDS) mit
  - Zentrum für Informationsdienste und Hochleistungsrechnen (ZIH)
  - Center for Open Digital Innovation and Participation (CODIP)
  - Department Speculative Transformation (DST)
  - Department Scalable Data Analytics and Artificial Intelligence (ScaDS.AI Dresden)
  - Department Synergy of Systems (SynoSys)

- Center for Molecular and Cellular Bioengineering (CMCB) mit
  - Biotechnologisches Zentrum (BIOTEC)
  - Zentrum für Regenerative Therapien Dresden (CRTD)
  - Center for Molecular Bioengineering (B CUBE)

- DRESDEN-concept Project Center (DcPc) mit
  - Center for Transport and Devices of Emergent Materials (CTD)
  - Dresden Center for Computational Materials Science (DCMS)
  - Dresden Integrated Center for Applied Physics and Photonic Materials (DC-IAPP)

- Center for Green Circular Economy (CircEcon)
- Dresden International Graduate School for Interdisciplinary Life Sciences (DIGS-ILS)
- Internationales Hochschulinstitut Zittau (IHI)
- Zentrum für Internationale Studien (ZIS)
- Botanischer Garten
- Graduiertenakademie
- Zentrum für Qualitätsanalyse (ZQA)

Weitere Einrichtungen der TU Dresden sind:
- Zentrum für Lehrerbildung, Schul- und Berufsbildungsforschung (ZLSB) – Zentrale interdisziplinäre Einrichtung
- TUD Excellence Center for Innovation, Transfer and Entrepreneurship (TUD|excite) – Zentrale interdisziplinäre Einrichtung
- Kustodie – Zentrale Betriebseinheit
- Universitätsarchiv (UA) – Zentrale Betriebseinheit
- Dresdner Hochschulsportzentrum (DHSZ) – Zentrale Betriebseinheit
- Zentrale EU-Servicestelle Sachsen (ZEUSS) – Zentrale Betriebseinheit

### An-Institute
An-Institute der TU Dresden sind:
- Barkhausen Institut gGmbH (BI)
- Deutsches Baum-Institut e.V.
- Dresden International University (DIU)
- Hannah-Arendt-Institut für Totalitarismusforschung an der Technischen Universität Dresden e.V. (HAIT)
- Institut für Dopinganalytik und Sportbiochemie Dresden an der TU Dresden (IDAS)
- Institut für Holztechnologie Dresden (IHD)
- IfM Institut für Musikinstrumentenbau e.V. (IfM)
- Nanoelectronics Materials Lab gGmbH (NaMLab)
- PTS – Institut für Fasern und Papier gGmbH
- Struktur- und Werkstoffmechanikforschung Dresden GmbH an der Technischen Universität Dresden (SWM)
- Technische Universität Dresden Institute of Advanced Studies (TUDIAS)
- Universitätsambulanz und Forschungszentrum für Psychotherapie der TU Dresden gGmbH (UFP)

### Namensgeber für Fakultäten und Institute
Nur die medizinische Fakultät und verkehrswissenschaftliche Fakultät tragen Namen von Persönlichkeiten, die sie bei ihrer Integration in die Technische Universität behielten.
Carl Gustav Carus (* 3. Januar 1789 in Leipzig; † 28. Juli 1869 in Dresden) ist Namensgeber der medizinischen Fakultät. Carus studierte in Leipzig unter anderem Medizin und promovierte dort. 1813 wechselte er an die Hebammenschule in Dresden und wurde dort Professor. Zwei Jahre später gehörte er zu den Mitgründern der Chirurgisch-Medizinischen Akademie zu Dresden. Aus dieser ging die Medizinische Akademie Dresden hervor, die seit 1954 seinen Namen trug.
Friedrich List (* 6. August 1789 in Reutlingen; † 30. November 1846 in Kufstein) ist Namensgeber der verkehrswissenschaftlichen Fakultät. Friedrich List war Ökonom und setzte sich in Deutschland gegen die kleinstaatlichen Zollschranken ein. Er unterstützte den Bau der ersten deutschen Ferneisenbahn von Dresden nach Leipzig. In seinem Werk Über ein sächsisches Eisenbahn-System als Grundlage eines allgemeinen deutschen Eisenbahn-Systems stellte er 1833 die Vorbildrolle des geplanten Eisenbahnnetzes heraus. Die Hochschule für Verkehrswesen trug seit 1962 seinen Namen.
Hannah Arendt (Johanna Arendt; * 14. Oktober 1906 in Linden bei Hannover; † 4. Dezember 1975 in New York) ist Namensgeberin für das An-Institut für Totalitarismusforschung. Sie stellte in ihrem Werk Elemente und Ursprünge totaler Herrschaft bedeutende Thesen der politischen Philosophie zu totalitären Herrschaftsformen und staatlichen Begrenzungen individueller Freiheit auf.

## Forschung
Die TU Dresden gehört zu den drittmittelstärksten Universitäten Deutschlands. Sie konnte 2018 Projekte in einem Umfang von 295 Millionen Euro einwerben. Partner aus Wirtschaft und Politik stifteten mehr als 20 Professuren; 14 ausgelaufene Stiftungsprofessuren wurden von der TU Dresden weitergeführt. Auf historische Einbindungen in die Dresdner Wissenschaftslandschaft kann die Universität vor allem in der Mikroelektronik und den Verkehrswissenschaften bauen. Neben diesen für den Charakter der Technischen Universität typischen Schwerpunkten der Forschung hat die Universität noch weitere Felder mit guten Forschungsleistungen, die vor allem in den letzten Jahren im Bereich Biotechnologien entstanden.
Die Deutsche Forschungsgemeinschaft (DFG) fördert die Technische Universität durch mehrere Sonderforschungsbereiche, Schwerpunktprogramme sowie Forschergruppen und durch ein Forschungszentrum. Daneben arbeitet die TU Dresden mit Forschungsinstituten der Fraunhofer-Gesellschaft, der Max-Planck-Gesellschaft, der Leibniz-Gemeinschaft und der Helmholtz-Gemeinschaft zusammen, die seit August 2010 im Partnernetzwerk DRESDEN-concept vereinigt sind.

### Mikro- und Nanoelektronik
Im Technologiecluster „Silicon Saxony“ ist die Universität mit dem Institut für Aufbau- und Verbindungstechnik der Elektronik, dem Institut für Halbleiter- und Mikrosystemtechnik (beide Fakultät Elektrotechnik und Informationstechnik), dem Institut für Angewandte Informatik (Fakultät Informatik) und dem Institut für Angewandte Photophysik Dresden (Fakultät Physik) vertreten. Mit dem Fraunhofer-Center Nanoelektronische Technologien im Zentrum und weiteren Forschungsinstituten ist die Universität Teil eines Forschungsverbunds der Nanoelektronik. Im Jahr 2006 gründete die TU Dresden mit dem damaligen Halbleiterspeicherhersteller Qimonda das Labor „NaMLab gGmbH“ (Nanoelectronics Materials Lab) zur Entwicklung von nanoelektronischen Komponenten.

### Magnetismus und Werkstoffe
Im Bereich Magnetismus förderte die Deutsche Forschungsgemeinschaft die TU Dresden von 2002 bis 2012 über den Sonderforschungsbereich „Elektromagnetische Strömungsbeeinflussung in Metallurgie, Kristallzüchtung und Elektrochemie“ (SFB 609). Zuvor bestanden auf diesem Gebiet bereits die Sonderforschungsbereiche „Seltenerd-Übergangsmetallverbindungen: Struktur, Magnetismus und Transport“ (SFB 463) und „Reaktive Polymere in nichthomogenen Systemen, in Schmelzen und an Grenzflächen“ (SFB 287).

### Biotechnologie und Medizintechnik
Im Bereich Molekulares Bioengineering arbeitet die TU Dresden mit dem Max-Planck-Institut für molekulare Zellbiologie und Genetik zusammen. Die Deutsche Forschungsgemeinschaft unterstützte die Arbeit auf diesem Gebiet durch eines von sechs geförderten DFG-Forschungszentren in Deutschland. Das Zentrum für Regenerative Therapien Dresden („From cells to tissues to therapies – Engineering the cellular basis of regeneration“) hat zum Ziel, neue regenerative Therapien für bisher kaum oder nicht heilbare Krankheiten, wie Diabetes oder Alzheimer, zu entwickeln. Bei der Exzellenzinitiative ging dieses Forschungszentrum 2006 und 2012 als geförderter Exzellenzcluster hervor. Ergänzt wird es durch die ebenfalls ursprünglich über die Exzellenzinitiative geförderte Dresden International Graduate School for Biomedicine and Bioengineering (DIGS-BB).
Die medizintechnische Forschung wird vor allem zusammen mit dem Helmholtz-Zentrum Dresden-Rossendorf betrieben. Hierbei geht es in erster Linie um Strahlenbehandlungs- und Strahlendiagnoseverfahren, wie die Positronen-Emissions-Tomographie. Am medizinischen Campus der TU Dresden, baulich verbunden mit der Strahlentherapieklinik des Universitätsklinikums, befindet sich zudem das Nationale Zentrum für Strahlenforschung in der Onkologie – OncoRay, zu dessen Trägern die TU Dresden zählt.

### Geistes- und Sozialwissenschaften
Im Bereich Geistes- und Sozialwissenschaften fördert die DFG an der TU Dresden seit 2017 den Sonderforschungsbereich „Invektivität – Konstellationen und Dynamiken der Herabsetzung“ (SFB 1285). Zuvor bestanden an der Universität bereits der Sonderforschungsbereiche „Transzendenz und Gemeinsinn“ (SFB 804) und „Institutionalität und Geschichtlichkeit“ (SFB 537), welcher seinerzeit von der DFG als erster Sonderforschungsbereich auf dem Gebiet der Geistes- und Sozialwissenschaften in den neuen Bundesländern eingerichtet wurde.

### Leichtbau
Die beiden Sonderforschungsbereiche „Textilverstärkten Verbundkomponenten für funktionsintegrierende Mischbauweisen bei komplexen Leichtbauanwendungen“ (SFB 639; 2004–2015) und „Textilen Bewehrungen zur bautechnischen Verstärkung und Instandsetzung“ (SFB 528; 1999–2011) beschäftigten sich mit Textilfasern in Verbundwerkstoffen und deren Anwendung insbesondere für Leichtbau-Anwendungen. Die TU Dresden hat hierzu das Leichtbauinnovationszentrum (LIZ) sowie das Kompetenzzentrum Technische Textilien etabliert. Am Institut für Leichtbau und Kunststofftechnik (ILK) wurde der „Funktionsintegrative Systemleichtbau in Multi-Material-Design (Dresdner Modell)“ entwickelt.
Im Jahr 2013 wurde am ILK der TU Dresden gemeinsam mit der Nationalen Plattform Elektromobilität (NPE) und dem Bundesministerium für Bildung und Forschung (BMBF) das Forschungs- und Technologiezentrum für ressourceneffiziente Leichtbaustrukturen der Elektromobilität (FOREL) gestartet. Die Forschungsplattform FOREL ist ein nationales Netzwerk von Vertretern aus Wissenschaft, Wirtschaft und Politik, um den Standort Deutschland auf dem Gebiet der Elektromobilität langfristig zu stärken. FOREL beinhaltet mehrere Forschungsprojekte, unter anderem das Projekt ReLei (Fertigungs- und Recyclingstrategien für die Elektromobilität zur stofflichen Verwertung von Leichtbaustrukturen in Faserkunststoffverbund-Hybridbauweise), das vom BMBF 2015 als Satellitenprojekt ausgezeichnet und im Juni 2015 auf der Nationalen Konferenz Elektromobilität in Berlin vorgestellt wurde.

### Weitere Forschungsfelder
In den Verkehrswissenschaften kooperiert die TU Dresden mit dem Fraunhofer-Institut für Verkehrs- und Infrastruktursysteme, das zusammen mit der Universität vor allem an den Informationssystemen des öffentlichen Personennahverkehrs in Dresden wirkt. Seitens der Verkehrsunfallforschung an der TU Dresden GmbH wird Unfallforschung bei Verkehrsunfällen mit Personenschaden betrieben.
Die wirtschaftswissenschaftliche Fakultät ist über eine Niederlassung des ifo Institut für Wirtschaftsforschung mit der volkswirtschaftlichen Entwicklung der neuen Bundesländer befasst.
Angeschlossen an das Institut für Luft- und Raumfahrttechnik der Fakultät Maschinenwesen, betreibt die TU Dresden einen Niedergeschwindigkeitswindkanal in der Johannstadt.
Mit dem Stand vom Mai 2025 gibt es folgende DFG-Sonderforschungsbereiche an der TU Dresden:
- SFB 1143: „Korrelierter Magnetismus: Von Frustration zu Topologie“ (mit integriertem Graduiertenkolleg)
- SFB 1415: „Chemie der synthetischen zweidimensionalen Materialien“ (mit integriertem Graduiertenkolleg)
- SFB/Transregio 205: „Die Nebenniere: Zentrales Relais in Gesundheit und Krankheit“ (mit der Ludwig-Maximilians-Universität München und der Julius-Maximilians-Universität Würzburg)
- SFB/Transregio 237: „Nucleic Acid Immunity“ (mit Universitätsklinikum Bonn und München)
- SFB/Transregio 248: „Grundlagen verständlicher Software-Systeme“ (mit Universität des Saarlandes)
- SFB/Transregio 265: „Verlust und Wiedererlangung der Kontrolle bei Suchterkrankungen: Verläufe, Mechanismen und Interventionen“ (mit Freie Universität Berlin, Humboldt-Universität zu Berlin, Ruprecht-Karls-Universität Heidelberg)
- SFB/Transregio 280: „Konstruktionsstrategien für materialminimierte Carbonbetonstrukturen – Grundlagen für eine neue Art zu bauen“ (mit RWTH Aachen, Leibniz-Institut für Polymerforschung Dresden)
- SFB/Transregio 285: „Methodenentwicklung zur mechanischen Fügbarkeit in wandlungsfähigen Prozessketten“ (mit Universität Paderborn, Friedrich-Alexander-Universität Erlangen-Nürnberg)
- SFB/Transregio 339: „Digitaler Zwilling Straße – Physikalisch-informatorische Abbildung des Systems Straße der Zukunft“ (mit RWTH Aachen; mit integriertem Graduiertenkolleg)
- SFB/Transregio 369: „DIONE – Entzündungsbedingte Knochendegeneration“ (mit Friedrich-Alexander-Universität Erlangen-Nürnberg)
- SFB/Transregio 393: „Verlaufsformen affektiver Störungen: Kognitiv-emotionale Mechanismen der Symptomänderung“ (mit Philipps-Universität Marburg, Universität Münster)
- SFB/Transregio 402: „DediGrad – Intelligente Produktionstechnologien für Kunststoff-Leichtbaustrukturen mit belastungsdedizierter 3D-Gradierung der Verstärkungsarchitektur“ (mit Technische Universität Chemnitz, RWTH Aachen)
- SFB/Transregio 404: „Active-3D – Zukunftsweisende Elektronik durch aktive Bauelemente in drei Dimensionen“ (mit RWTH Aachen)

## Studium und Lehre

### Bologna-Prozess und Diplomstudium
Im Zuge des Bologna-Prozesses wurden an der Technischen Universität Dresden zahlreiche Studiengänge auf das konsekutive Prinzip der Bachelor- und Master-Abschlüsse umgestellt. In einigen Fällen werden Masterprogramme angeboten, ohne dass an der Universität selbst ein dafür grundlegender Bachelorabschluss erworben werden kann. Andererseits werden Bachelorstudiengänge angeboten, die an der TU Dresden nicht zu einem Masterabschluss fortgesetzt werden können.
In einigen Fächern wurde die Umstellung auf Bachelor und Master aber nicht vollzogen. Zu diesen Fächern zählen zahlreiche technische, aber auch sozialwissenschaftliche Studiengänge, die weiter auf Diplom studiert werden können. Im Zuge des Bologna-Prozesses wurden diese Studiengänge modularisiert und somit vergleichbar entsprechend den Vorgaben. Die Fakultäten und das akkreditierende sächsische Staatsministerium erkannten dabei, dass der Bologna-Prozess die Aufgabe des Diplomstudiums nicht zwingend vorgibt und begründen die Beibehaltung, insbesondere in den technischen Fächern, mit der Berufsqualifizierung des Bachelor-Abschlusses, die am Maßstab des Eigenverständnisses als universitär-technische Bildungsstätte als zu gering erachtet wird.
Diplomabschlüsse können weiterhin in Architektur, Bauingenieurwesen, Elektrotechnik, Informationssystemtechnik, Lebensmittelchemie, Maschinenbau (auch Bachelor), Mechatronik, Regenerative Energiesysteme, Soziologie, Verfahrens- und Naturstofftechnik (auch Bachelor), Wirtschaftsinformatik, Wirtschaftsingenieurwesen, Verkehrsingenieurwesen (auslaufend) und Werkstoffwissenschaften (auch Bachelor) grundständig erworben werden.
Der Diplomstudiengang Informatik wurde wiedereingeführt, wobei Bachelor und Master Informatik weiter angeboten werden. Zum Wintersemester 2014/2015 stellten die Studiengänge Wirtschaftsinformatik und Wirtschaftsingenieurwesen vom Bachelor-/Mastersystem auf Diplom um. Erste aufgelegte Masterstudiengänge bieten den Zugang zu Lehrinhalten der verschiedenen Hauptstudiumsabschnitte.

### Aufteilung
In den fünf Wissenschaftsgebieten der Universität teilt sich die Anzahl der Studenten wie folgt auf: 28,16 % studierten Ingenieur-, 21,93 % Geistes- und Sozialwissenschaften, 11,6 % Naturwissenschaften, 26,71 % Bau und Umwelt sowie 9,3 % Medizin (Stand WS 2019/20).

### Herkunft
Von den 31.966 im Wintersemester 2019/2020 eingeschriebenen Studenten kamen 67 % aus Sachsen, 7,6 % aus den neuen Bundesländern (ohne Sachsen), 7,8 % aus den alten Bundesländern und 16,9 % aus dem Ausland. 2025 ist der Prozentsatz der ausländischen Studierenden auf 20 Prozent gestiegen, davon wieder die Hälfte aus Indien und China. Die Herkunft wird auf Basis des Orts, an dem das Abitur abgelegt wurde, ermittelt.

### Internationale Studierende
Im Jahr 2025 waren rund 5800 internationale Studenten an der TU Dresden eingeschrieben. Durch das Erasmus-Programm kommen Studenten aus ganz Europa nach Dresden. Um diese Studenten in Dresden zu integrieren und ihnen den Aufenthalt so angenehm wie möglich zu gestalten, führt das „Erasmus Student Network (ESN) TU Dresden“ während des Semesters eine Vielzahl von Aktivitäten durch. Die Veranstaltungen sind für alle Studenten offen (auch für Nicht-Erasmus-Studenten) und dienen dem Kennenlernen der Kultur und der Umgebung der Stadt Dresden.

### Besondere Lehreinrichtungen
Die Technische Universität betreibt den Ausbildungskernreaktor Dresden (AKR-2) mit einer maximalen Dauerleistung von 2 W. Dieser gehört zum Institut für Energietechnik der Fakultät Maschinenwesen.
Die Fakultät Verkehrswissenschaften besitzt ein Eisenbahnbetriebslabor, in dem durch eine Kombination von Modelleisenbahn, Betriebs- und Stellwerksimulation und virtuell simuliertem Bahnnetz Bahnabläufe in Eisenbahnnetzen erprobt und ausgebildet werden.
An der Professur für Akustik und Haptik gibt es akustische Spezialräume: Neben dem Hallraum mit einer Nachhallzeit von rund zehn Sekunden existiert ein schallreflexionsarmer Raum.
Seit Juli 2007 existiert als interdisziplinäres Kompetenzzentrum das Italien-Zentrum der TU Dresden.

### Mit der TU Dresden verbundene Personen
Siehe Liste von Persönlichkeiten der Technischen Universität Dresden
mit:
- Vorstehern, Direktoren und Rektoren
- Ehrenwürden (Liste der Ehrensenatoren und Auswahl der Ehrendoktoren)
- Professoren sowie wissenschaftliche Mitarbeiter (Auswahl)
- Absolventen (Auswahl)

### Vor und nach dem Studium
Die TU Dresden beteiligt sich jährlich am Tag der offenen Tür („Uni-Live“), der zu Jahresbeginn sachsenweit stattfindet. Neben Informationen zum Studium können Studieninteressierte Vorlesungen besuchen. Ein weiterer Tag der offenen Tür („Uni-Tag“) findet jährlich im Frühjahr an einem Wochenendtag statt.
Bei Fragen können sich Studieninteressierte und Studenten der TU Dresden an die Studienberatung wenden. Sie ist zweigeteilt organisiert. Erster Ansprechpartner ist die Zentrale Studienberatung. Hinzu kommt die Studienfachberatung an den einzelnen Instituten und Fakultäten. Die TU Dresden betreibt seit 2016 unter der Bezeichnung „PASST?! Partnerschaft – Studienerfolg – TU Dresden“ zudem ein Frühwarnsystem, um potenzielle Studienabbrecher rechtzeitig zu identifizieren sowie Ursachen von Studienabbruch und die Wirksamkeit von Gegenmaßnahmen zu erforschen.
Die TU Dresden besitzt ein Absolventenreferat, das unter anderem über ein Absolventennetzwerk Kontakt zu ehemaligen Studenten hält. Das Absolventenreferat betreibt verschiedene Publikationen und veröffentlichte z. B. 2006 das Buch Mit dem Motorrad durch den Zeuner-Bau mit Studentenanekdoten der 1950er bis 1970er Jahre.
Der Georg-Helm-Preis zeichnet jährlich in der Regel im Herbst drei Preisträger aus, deren wissenschaftliche Arbeiten (Diplomarbeiten, Masterarbeiten oder Dissertationen) von jeder Fakultät der Technischen Universität Dresden eingereicht werden können. Die Begutachtung der eingereichten Arbeiten nimmt das Vergabekuratorium vor; dieses setzt sich paritätisch aus Professoren der Technischen Universität Dresden und Mitgliedern des Vereins zur Förderung von Studenten der Technischen Universität Dresden zusammen. Die Preisträger werden mit einer Medaille aus Meißner Porzellan geehrt, dazu erhalten sie ein Preisgeld in Höhe von 2500 Euro. Ausreicher des Georg-Helm-Preises sind der Rektor der TU Dresden und ein Mitglied des Fördervereins gemeinsam. Namensgeber des Preises ist der Mathematiker Georg Helm (1851–1923), der von 1888 bis 1922 an der TH Dresden lehrte. Der Preis wurde als Wissenschaftspreis im Jahre 1995 durch den Verein zur Förderung von Studenten der Technischen Universität Dresden gestiftet.
Es gibt 480 ehrenamtliche Regionalbotschafter in 95 Ländern, meist Absolventen, die für ein Studium an der TU werben.

### Studentenleben
Als eine Besonderheit des Dresdner studentischen Nachtlebens hat aus Vorwendezeiten eine Vielzahl an Studentenclubs überlebt. Mit 13 von Studenten ehrenamtlich geführten Clubs gilt Dresden als „Hauptstadt der Studentenclubs“. Diese befinden sich meist in einem der 33 Studentenwohnheime des Studentenwerks in Dresden. Die Wohnheime verteilen sich dabei über das gesamte Stadtgebiet sowie Tharandt. In diesen wird seit Oktober 2009 das Projekt WOMIKO („Wohnen mit Kommilitonen“) angeboten, bei dem Studenten einer Fakultät, auf eigenen Wunsch, in einem Wohnheim zusammen wohnen können.

### Kulturgruppen
Unter den vielen Ensembles der TU Dresden sind vier hervorhebenswert:
Der Universitätschor Dresden besteht aus circa 200 Sängern (Stand 2015), der Großteil davon sind Studenten der TU Dresden. Der 1950 gegründete Chor ist das größte Ensemble der Universität.
Das ebenfalls 1950 gegründete Folkloretanzensemble „Thea Maass“ widmet sich der Wiederbelebung von Tanzstilen sowie kulturellen Bräuchen aus verschiedenen Regionen Deutschlands und nimmt regelmäßig an Tanzwettbewerben und internationalen Folklorefestivals teil. Das Ensemble wurde vielfach ausgezeichnet, so 1987 mit dem Martin-Andersen-Nexö-Kunstpreis, und gewann mehrfach den Bundeswettbewerb „Jugend tanzt“.
Die Theatergruppe Die Bühne besteht aus einem kleinen Ensemble von Amateurschauspielern und professionellen Regisseuren. Sie besitzt eine eigene Spielstätte im Victor-Klemperer-Saal der TU Dresden und besteht seit 1956. die bühne wurde mehrfach für Produktionen ausgezeichnet, so erhielt sie für das Stück Der Amateur Schauspieler oder: Are you lonesome tonight? unter der Regie von Andreas Mihan 2017 den Sächsischen Amateurtheaterpreis für die Beste Inszenierung; im Jahr 2018 folgte die Auszeichnung mit dem Deutschen Amateurtheaterpreis für das Stück Burning Walls and Urgent Calls unter der Regie von Mathias Kammerer.
Das Universitätsorchester besteht seit 1961 und hat rund 70 studentische und nicht-studentische Mitglieder aller Altersstufen. Ein Teil des Universitätsorchesters wurde 1997 in ein Kammerensemble abgezweigt: die rund 40-köpfige TU-Kammerphilharmonie. Da sie fast ausschließlich aus Studenten besteht, probt das Ensemble nur während der Semesterzeiten. Jedes dieser großen Ensembles führt durchschnittlich ein- bis viermal pro Semester auf. Diese Vorstellungen und Konzerte erfolgen oft in Sachsen, mitunter überregional.

## TUDAG
Die TU Dresden Aktiengesellschaft ist das Dach der TUDAG-Unternehmensgruppe, die im Umfeld der TU Dresden mit ihren über 30 Tochterunternehmen im Wissens- und Technologietransfer für die Universität tätig ist. Der Jahresumsatz beträgt 64 Millionen Euro. Die TUDAG hat 630 Mitarbeiter und 200 weitere in den Start-ups.
Das TUDAG-Modell gilt bundesweit als beispielgebend dafür, wie eine öffentlich-rechtliche Universität Wissens- und Technologietransfer mit Wirtschafts- und Industriepartnern profitabel gestalten kann. Die TUDAG ist dabei der privatrechtliche Teil der Transferstrategie der TU Dresden.
Alleiniger Gesellschafter der TUDAG ist die Gesellschaft von Freunden und Förderern der TU Dresden e. V. (GFF). Etwaige Überschüsse der TUDAG-Holding fließen als finanzielle Förderung von Lehre und Forschung über die gemeinnützige GFF an die TU Dresden und ihre Mitglieder zurück. Zugleich leistet die TUDAG mit der Einwerbung von Drittmitteln und Forschungsaufträgen einen Beitrag zu Finanzierung des wissenschaftlichen und des technischen Personals der Universität sowie Investitionen in die Forschungsausstattung.
Zur TUDAG-Gruppe gehören folgende Unternehmen: Dresden International University, GWT-TUD GmbH (Gesellschaft für Wissens- und Technologietransfer), TUDIAS – TU Dresden Institute of Advanced Studies, IAM Dresden – Institute of Automotive Mechatronics GmbH, IAP – Institutsambulanz und Tagesklinik für Psychotherapie der TU Dresden, TUD FaCE – TU Dresden Institute for Further and Continuing Education, Verkehrsunfallforschung an der TU Dresden GmbH, Deutsches Zentrum Textilbeton sowie weitere Minderheitsbeteiligungen wie an der Leichtbau-Zentrum Sachsen GmbH.
Für sein Engagement bei der Gestaltung und dem Aufbau der TUDAG-Holding wurde der inzwischen verstorbene Kanzler Alfred Post vom Centrum für Hochschulentwicklung 2004 als innovativster Universitätskanzler der vergangenen Dekade ausgezeichnet.

## Weitere Informationen

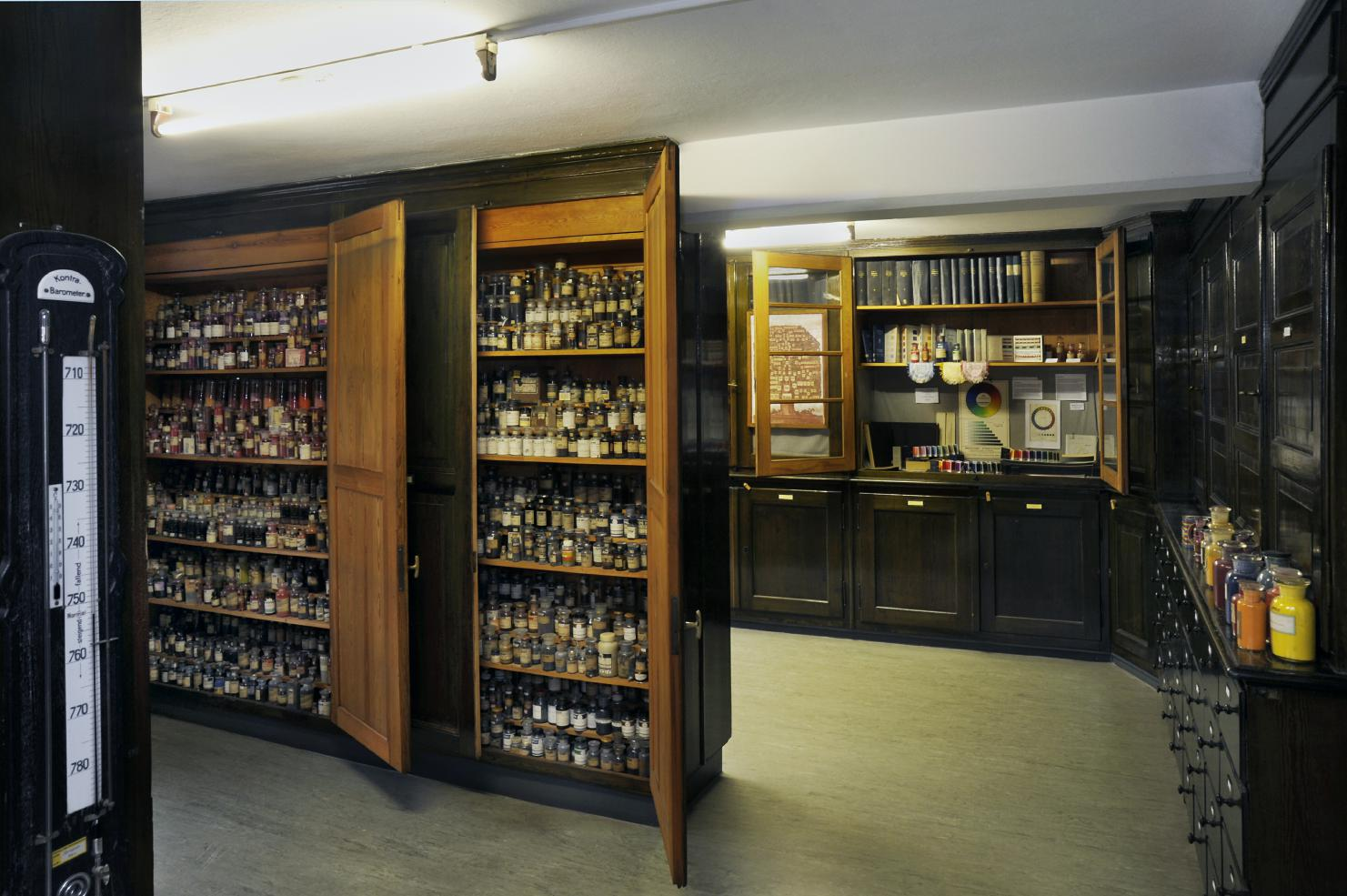
Die Historische Farbstoffsammlung, eine von rund 40 Einzelsammlungen der TU Dresden

- Am 19. Juni 2007 erhielt die TU Dresden das Zertifikat „familiengerechte hochschule“  der audit beruf und familie gGmbH.[139] Dafür wurden von der Universitätsverwaltung Zielvereinbarungen und Maßnahmen beschlossen. Das Grobziel ist die Bildung einer familienbewussten und geschlechtergerechten Universität.[140]
- Eine Besonderheit ist das Fernstudienangebot der TUD. Seit 1993 können Studierende im universitären technischen Fernstudium nach dem Dresdner Modell Bauingenieurwesen, Maschinenwesen und Verfahrenstechnik studieren.
- Das offizielle Publikationsorgan der TU Dresden war das von der Rektorin herausgegebene Dresdner Universitätsjournal. Diese im Berliner Format vierfarbig gedruckte Zeitung erschien von Januar 1990 bis Dezember 2022 zwanzigmal im Jahr – von einer Sommerpause im Juli und August abgesehen üblicherweise alle zwei Wochen. Die Vorgängerin Universitäts-Zeitung erschien 1961 bis 1989. Sie berichtete sowohl für die Mitarbeiter der Universität als auch darüber hinaus für alle an der TU Dresden Interessierten im gesamten Dresdner Stadtgebiet und in der Region aus Forschung, Lehre, aus dem akademischen Leben, über die Verbindung von Wissenschaft und Gesellschaft (insbesondere Wirtschaft) und über kulturelle Aktivitäten rund um die Universität. Die Redaktion arbeitete unabhängig und konnte Beiträge ablehnen, die einer objektiven Berichterstattung zuwiderliefen.
- Eine Publikation der TU Dresden zur wissenschaftlichen Kommunikation war die Wissenschaftliche Zeitschrift der TU Dresden, die als Hochglanzmagazin bis Ende 2009[141] zweimal jährlich erschien. Für die Absolventen gibt es das Magazin Kontakt-online. Die Onlinezeitschrift berichtet beispielsweise über Innovationen aus der Wissenschaft und stellt Lebensläufe von TU-Absolventen vor.
- Als Sammlungen und Kunstbesitz der TU Dresden werden die künstlerischen und technischen Sammlungen der Universität bezeichnet. Die rund 40 Einzelsammlungen umfassen ungefähr eine Million Objekte. Zu den Sammlungen zählt beispielsweise die Historische Farbstoffsammlung im König-Bau. Die Kustodie der Technischen Universität hat die Aufgabe, die Bestände zu bewahren, zu inventarisieren und in Ausstellungen zu präsentieren. Eine ständige Ausstellung zur Hochschulgeschichte wird im Bürogebäude Zellescher Weg gezeigt. Außerdem gibt es seit 2003 unter der Bezeichnung Universitätssammlungen Kunst + Technik in der Galerie der Kustodie im Görges-Bau (ehemals Altana-Galerie) wechselnde Sonderausstellungen.[142]
- Der Universitätssportverein TU Dresden ist historisch mit der Universität verknüpft und ging 1990 aus der vormaligen HSG TU Dresden hervor.
- Das Akronym TUD ist als Wortmarke der TU Dresden geschützt.[143]
- Die Poststelle der TU Dresden hat eine eigene Postleitzahl. Diese lautet 01062 im Gegensatz zur Postleitzahl des umgebenden Stadtteils Südvorstadt, der die Postleitzahlen 01069 und 01187 hat.
- Das Praktikumslabor der Fakultät Chemie und Lebensmittelchemie im Keller des Walter-Hempel-Baus mit seinen Brauanlagen ist eine „Probe-Brauerei“, an der auf wissenschaftlicher Grundlage Biersorten entwickelt werden. Im Ergebnis wurde 2019 eine Ausgründung mit der TUDAG durchgeführt. Ein Ausschank mit einer Kleinbrauerei in der Dresdner Innenstadt wurde 2024 im ehemaligen Kraftwerk Mitte im Lichtwerk eröffnet.[144] Um die Verbindung zur TUD-Geschichte herzustellen, wurde die Persönlichkeit des Gründers der Technischen Bildungsanstalt Wilhelm Gotthelf Lohrmann gewählt und das ausgewählte Produkt (Pils, Hell) als „Lohrmanns Brew“ benannt.[145][146][147]
- Eine Untersuchung des Bildungsanbieters WBS im Jahr 2019 ergab, dass die Technische Universität Dresden mit einem Anteil von 16,1 % den viertkleinsten Frauenanteil unter den Professuren aller untersuchten 44 Hochschulen aufwies.[148]